# Polyamorie

Polyamorie-Flagge

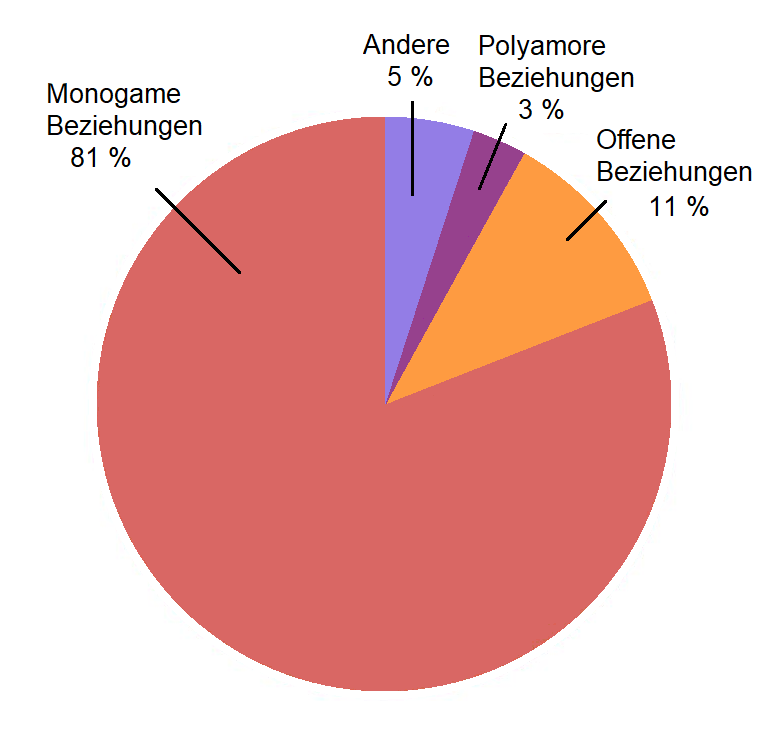
Formen von Beziehungen (Befragung von 1100 Teilnehmern, von denen sich 802 in Partnerschaften befanden; Schweiz 2018/2019).

Polyamorie oder Polyamory (ein Kunstwort aus altgriechisch polýs „viel, mehrere“, und lateinisch amor „Liebe“; englisch polyamory; als Adjektiv polyamor oder kurz poly) bezeichnet eine Form des Liebeslebens, bei der eine Person mehrere Partner liebt und zu jedem einzelnen eine Liebesbeziehung pflegt, wobei diese Tatsache allen Beteiligten bekannt ist und einvernehmlich gelebt wird. In polyamoren Beziehungen herrscht genau wie in monogamen Beziehungen die Absicht, jede der gewünschten Beziehungen langfristig und vertrauensvoll miteinander zu gestalten. Weltanschaulich bejaht das polyamore Konzept, dass ein Mensch mit mehreren Personen zur selben Zeit Liebesbeziehungen haben kann, und stellt die Vorstellung in Frage, dass Zweierbeziehungen die einzig erstrebenswerte oder mögliche Form des Zusammenlebens seien. Es gibt auch einige Überschneidungen zur Beziehungsanarchie, in der Beziehungen auf Basis individueller Wünsche anstelle von Normen geführt werden. Der Unterschied zur offenen Beziehung bzw. „freien Liebe“ besteht darin, dass nicht nur Sex, sondern auch Zärtlichkeit, Verliebtheit und Liebe mit weiteren Menschen erlaubt und möglich sind.
Seit den 1960er Jahren sind Erfahrungs- und Kommunikationsnetze von Menschen entstanden, die in solchen Beziehungen leben, sich darüber austauschen und hierin gegenseitig unterstützen – in der heutigen Zeit zumeist über das Internet.

## Zusammenfassung
Es handelt sich um einen Oberbegriff, der alle einvernehmlichen und auf voller Informiertheit beruhenden langfristigen intimen Beziehungen mehrerer Personen beschreibt. Die zugehörige Subkultur hat unter anderem Wurzeln in der „Free-Love-Bewegung“, die seit Mitte des 19. Jahrhunderts entstand, grenzt sich allerdings von in den 1960er Jahren entwickelten, auf Sexualität eingeschränkten Fassungen des Begriffs „Freie Liebe“ ab.
Nach Christian Rüther, der die Geschichte der Polyamorie untersucht hat, definiert sich „Polyamory“ vor allem über vier wesentliche Merkmale:
1. Ehrlichkeit/Transparenz (Poly ist nicht „Betrügen“)
2. Gleichberechtigung/Konsens (Poly ist nicht patriarchale Polygynie)
3. Erotische Liebe mit mehr als einer Person über einen bestimmten Zeitraum hinweg (Poly ist mehr als Freundschaft/Poly ist nicht Monogamie)
4. Langfristige Orientierung (Poly ist prinzipiell nicht Swinging)

Die Polyamorie definiert sich also in erster Linie über die emotionale Seite von Liebesbeziehungen; ihr liegt die Idee zugrunde, dass Liebe, auch solche romantischer Färbung, nichts ist, das auf einzelne Personen eingeschränkt werden müsse. Polyamore Beziehungen erfordern in der Regel erheblich mehr Aufmerksamkeit, Energie und Kommunikation als emotional und sexuell ausschließliche Beziehungen und bieten den Beteiligten weniger Sicherheiten, haben für die Menschen, die sie führen, jedoch ausgleichende Vorteile. Eifersucht stellt aus dieser Sicht eine Herausforderung dar, die durch Mut, Verständnis und Vertrauen der Partner und Bereitschaft zur Auseinandersetzung mit ihr gemeistert werden kann. Polyamore Beziehungen haben viele mögliche Konstellationen mit spezifischen Bezeichnungen, zum Beispiel bezeichnet „Triade“ eine wechselseitige Liebesbeziehung zwischen drei Personen.
Zum Teil haben sich spezielle Begriffe entwickelt, wie „frubbelig“ für ein Gefühlserleben gegensätzlich zur Eifersucht, einer Art (Mit-)Freude, die manche empfinden, wenn sie ihren Partner glücklich in der Gegenwart eines anderen Partners wähnen.
Polyamore Menschen haben manchmal auch Kinder in erweiterten Familien wie bei Regenbogenfamilien.
Menschen in polyamoren Netzwerken schätzen als Werte Treue im Sinn von Verbindlichkeit und Loyalität, Ehrlichkeit, Respekt, gleichberechtigte Kommunikation und Verhandlung sowie Hingabe. Diese Werte beruhen auf kollektiven Präferenzen sowie Erfahrungen, welche Verhaltensweisen erfüllte und dauerhafte nicht ausschließliche Beziehungen fördern.
Als politische Strömung betrachtet das Konzept der Polyamorie die verschiedenen Lebensformen als gleichberechtigt und befürwortet den Abbau von Diskriminierungen.

## Allgemeines
Menschen, die sich als polyamor oder polyamorös bezeichnen, stellen die Vorstellung in Frage, dass die Zweierbeziehung und die traditionelle Einehe die einzig erstrebenswerten Formen des Zusammenlebens seien. Die Liebe ist nach ihrer Auffassung kein endliches oder limitiertes Gut, das immer nur für die Liebe zu einer einzigen Person ausreicht, sondern gegenüber mehreren Menschen in einer ganz individuellen Ausprägung in Erscheinung treten kann.
Polyamorie wird über die emotionale Seite von Liebesbeziehungen definiert. Es steht also nicht das Erleben von Sexualität im Mittelpunkt, das allerdings – wie in jeder Liebesbeziehung – durchaus eine wesentliche Rolle spielen kann und darf. Als Bedingungen für polyamouröse Beziehungen werden vielfach größtmögliche Ehrlichkeit zwischen den Beteiligten und gegenseitiges Einverständnis genannt. Deshalb gibt es im Konzept der Polyamorie keine zu verheimlichenden Liebhaberinnen und Liebhaber. Den Menschen, die man mag, soll mit dem sich aus dem individuellen Verhältnis erwachsenden Maß an Zuneigung und Intimität begegnet werden können. Es braucht nicht geleugnet zu werden, falls man für mehr als einen Menschen Gefühle empfindet. Eifersucht und Verlustängste treten auch bei Menschen, die diese Beziehungsform gewählt haben, oft auf und sollten offen ausgesprochen werden. Eifersucht stellt in der Tat bei langfristig bestehenden Beziehungen oft die bedeutendste Hürde dar. Dem Konzept der Polyamorie zufolge soll jedoch vermieden werden, dass diese Gefühle das Handeln bestimmen, da sie sonst zerstörerisch auf Beziehungen wirken könnten.
Da in der Polyamorie im Gegensatz zur Monogamie kein Exklusivitätsanspruch gegenüber dem Partner vertreten wird, besteht keine Notwendigkeit, eine Beziehung zu beenden, wenn der Partner parallel weitere Beziehungen eingeht. Frische Verliebtheit, in englischsprachigen Foren auch „New Relationship Energy“ (kurz NRE, deutsch „Neue-Beziehungs-Energie“) genannt, wird trotz der schönen Gefühle manchmal als mit Vorsicht zu genießender Zustand gesehen. Sie mache es schwerer, die Bedürfnisse aller Partner auszugleichen, und berge die Gefahr von kurzschlüssigen Entscheidungen, deren Konsequenzen langfristig bedauert würden.
Polyamore Beziehungen können einen erheblichen emotionalen Stress bedeuten, falls es Konflikte zwischen den Partnern gibt oder Eifersuchtsgefühle aufkommen. Nach Meinung vieler polyamorer Menschen verlangen solche Situationen neben Aufrichtigkeit, Empathie und Selbstkenntnis ein überdurchschnittliches Abgrenzungsvermögen. Ob polyamore Beziehungen zwischen Menschen, die mit dieser Lebensform keine Erfahrungen haben, Bestand haben, lässt sich kaum voraussagen. Deswegen wird großer Wert darauf gelegt, dass die Beteiligten an einer solchen Beziehung diese bewusst und freiwillig wählen. Zusätzliche Beziehungen haben zudem die Tendenz, Unsicherheiten und ungeklärte Konflikte in einer Partnerschaft ans Licht zu bringen, auch wenn diese schon lange besteht. Um sich beispielsweise vor einem Ausspannen von Partnern oder vor Beziehungskonflikten in ungünstigen Lebensphasen wie der Stillzeit eines Kindes zu schützen, handeln langfristige Partner häufig vorher ein gegenseitiges, im Umfang begrenztes Vetorecht in Bezug auf neue Beziehungen aus.
Die Orientierung zu Mehrfachbeziehungen wird von manchen polyamoren Menschen als bewusste Wahl betrachtet; die Mehrzahl betrachtet ihre Präferenz jedoch als Folge ihrer individuellen „Verdrahtung“. Viele Menschen, die in Mehrfachbeziehungen leben, haben immer wieder die Erfahrung gemacht, dass monogame Beziehungen für sie nicht funktionieren oder sie darin nicht glücklich werden. Dies wird aber in der Regel nicht zum Anlass genommen, Monogamie als individuelle Wahl abzuwerten. Hinterfragt wird jedoch die Monogamie als gesellschaftliche Norm (Heteronormativität bzw. Mononormativität) und die nach Überzeugung polyamor-denkender Menschen oft damit verbundene Doppelmoral.
Als Grund gegen ein Eingehen polyamorer Beziehungen führen viele polyamore Menschen an, dass oft viel mehr „Beziehungsarbeit“ geleistet werden müsse, was manchmal einen erheblichen Aufwand an Aufmerksamkeit, Zeit und Energie erfordere. Außerdem müsse auf subjektive oder reale Sicherheiten verzichtet werden. Dies werde aber für Individuen, die diese Beziehungsform leben, durch Authentizität, persönliches Wachstum sowie Selbstentfaltung weit mehr als ausgeglichen. Hinzu komme die Erfahrung von Vielfalt und Lebendigkeit, von Freude am Glück der Geliebten mit ihren anderen Partnern, die Solidarität und Unterstützung in einer erweiterten Lebensgemeinschaft sowie ähnliche Aspekte. Viele begründen ihre Wahl auch mit der Erfahrung, dass sie in solchen Beziehungen wesentlich glücklicher seien.

## Geschichte
Wiewohl der Polyamorie-Begriff in einer klar umrissenen und moralisch konnotierten Form vor 1990 noch nicht existierte, haben Menschen bereits früher einzelne polyamoröse Ideale praktiziert, etwa Bertrand Russell, Amelia Earhart, William Moulton Marston und Bertolt Brecht.
Jean-Paul Sartre und Simone de Beauvoir praktizierten ebenfalls eine der „ethischen Nicht-Monogamie“ entsprechende Lebensweise, die als Vorläufer der eher dauerhaft angelegten Polyamorie gilt. Sie erlaubten einander, „Zufallslieben“ (ein anderer Ausdruck für Seitensprünge) zu haben. Praktisch hatte Sartre viel mehr Seitensprünge als sie; sie hatte sowohl gegen- als auch gleichgeschlechtliche Beziehungen.
Seit den 1960er Jahren entstanden unter dem Oberbegriff responsible non-monogamy erste prä-polyamore Konzepte und Netzwerke von Menschen.
Als Geburtsstunde eines erstmals gefestigten Polyamorie-Begriffes wird die Veröffentlichung eines Manifestes von Morning Glory Zell-Ravenheart im Jahr 1990 betrachtet, die in ihrem Text „Ein Blumenstrauß von Geliebten“ (englisch A Bouquet of Lovers, 1990) neben der Wortschöpfung poly-amorous auch die drei Grundregeln der modernen Polyamorie (Einvernehmlichkeit, Transparenz gegenüber allen Beteiligten und Verbindlichkeit in den emotionalen Entscheidungen) ausführlich begründete und hierbei auch die Ordnung einer so genannten „hierarchischen Polyamorie“, ausgehend von einer vorhandenen Hauptbeziehung mit später hinzugekommenen weiteren Liebesbeziehungen beschrieb. Hierbei sind deutliche Anlehnungen an das zu diesem Zeitpunkt bereits bekannte Konzept der so genannten „Polyfidelity“, also der „Treue zu mehreren“ in einer Art Gruppenehe, zu finden, welche als Teil der damaligen Ethical nonmonogamy-Bewegung eine Lebensweise propagierte, die vor allem von der Oneida Community Mitte der 1970er Jahre in den USA bekannt gemacht wurde.
Das Ehepaar Zell-Ravenheart lebte hingegen nach außen hin offen für neue Liebesbeziehungen und vertrat dabei die aus der Polyfidelity abgeleitete Ansicht, dass ihre bestehende Beziehung von neuen Liebespartnern nicht böswillig oder leichtsinnig beschädigt werden darf und vor destruktiven Handlungen geschützt werden sollte. Hierzu gaben sie ihre Erfahrungen und Regeln mit dem vorgenannten Manifest weiter. Ab etwa 1992 wurde das Konzept in elektronischen Foren popularisiert. Deborah Anapol, eine Vertreterin der ethischen Nicht-Monogamie, zitierte A Bouquet of Lovers 1992 in ihrem Buch Love without limits, in dem sie das Konzept ethischer Nicht-Monogamie erläuterte. Zell-Ravenheart begründete ihre später durchaus kritisierte regelbasierte Form der nicht-monogamen Lebensweise damit, dass eine bereits vorhandene Beziehung bei ihrer Öffnung von allen Beteiligten eine erhöhte emotionale Aufmerksamkeit erfordert.
Zitat aus A Bouquet of Lovers: „Nachdem ich mein gesamtes Erwachsenenleben in der einen oder anderen offenen Ehe involviert war (meine gegenwärtige Primärbeziehung [zu der Zeit, als dieser Artikel geschrieben wurde] währt 16 Jahre), sind mir eine Menge Ideen gekommen und auch wieder abgegangen und ich habe mit Entwürfen sowie Regeln experimentiert, um diese Beziehungen für alle Beteiligten gut gelingen zu lassen. Es gibt so viele Unterschiede in dem, was unterschiedliche Menschen in einer Beziehung brauchen, eben weil es Menschen sind, die daran beteiligt sind. Es gibt jedoch definitiv einige Elemente, die vorhanden sein müssen, damit das System überhaupt funktioniert. Andere Elemente werden dringend empfohlen, weil sie eine sehr gute Erfolgsbilanz haben. Lasst sie uns insgesamt als ‚Regeln für den Weg‘ bezeichnen.“
Später wurde diese an einer sich öffnenden Ehe orientierte Grundordnung von der Community um eine eher gleichberechtigte Form – die so genannte „egalitäre Polyamorie“ – ergänzt. Andie Nordgren erweiterte dies im Jahr 2004 mit dem weiteren Modell Beziehungsanarchie in Richtung einer „verantwortlichen Nicht-Monogamie“ ohne vordefiniertes Regelwerk, dafür mit einer klaren Verantwortlichkeit für die eigenen und gegenseitigen emotionalen Entscheidungen und für die gemeinsam getroffenen Vereinbarungen. Diese neueste Form wird innerhalb der Szene teilweise noch als Lesart der Polyamorie, teilweise aber bereits als eigenständiges Beziehungsmodell betrachtet.

## Terminologie
Polyamorie ist ein hybrider Neologismus: poly steht altgriechisch für „mehrere“ und amor ist Lateinisch für „Liebe“. Das Wort wurde unabhängig von mehreren Personen kreiert, darunter Morning Glory Zell-Ravenheart, die in dem Artikel „Ein Blumenstrauß von Geliebten“ (englisch A Bouquet of Lovers, 1990) die Popularisierung der Wortverbindung poly-amorous anregte, sowie Jennifer Wesp, die 1992 die Usenet-Newsgroup alt.polyamory gründete. Ein gelegentlicher Gebrauch der Bezeichnung, wenn auch ohne klare Werteordnung als Beziehungsmodell, findet sich in einigen wenigen älteren Texten: So tauchte sie etwa 1921 in den autobiografischen Essays des italienischen Futuristen Tommaso Marinetti L'alcòva d'acciaio auf (Seite 283) sowie in einer Beschreibung der Lebensumstände am Hofe Heinrichs VIII., bei denen es sich jedoch um höfische Mätressen ohne vollwertigen Beziehungsanspruch handelte. 1953 wurde sie zudem von Charles A. Ward und bei Josep McElroy 1969 mit Bezug auf historische englische Literatur verwendet.
Vor allem vor der Verbreitung der Bezeichnung „Polyamorie“ wurden alternativ das eigentlich unzutreffende Wort Polygynandrie sowie Polyfidelity verwendet (West, 1996). Die Bezeichnung Polyfidelity wurde von der Kerista Kommune in San Francisco geprägt und meint genau genommen die Praxis der „Gruppenehe“ (englisch group marriage), wird aber manchmal noch synonym zu Polyamorie gebraucht.
 Definition
Zur Jahrtausendwende wurde Zell-Ravenheart von den Herausgebern des Oxford English Dictionary um eine Definition des Ausdrucks gebeten, die aber erst 2006 ins Wörterbuch aufgenommen wurde:

„Die Praxis, der Zustand oder die Fähigkeit, mehr als eine liebevolle sexuelle Beziehung zur gleichen Zeit zu führen mit vollem Wissen und Einverständnis der beteiligten Partner.“

Diese Definition ist inklusiv gedacht. In diesem Zusammenhang beabsichtigt sie insbesondere nicht, „Swingen“ völlig auszuschließen, sofern Menschen, die letzteres praktizieren, sich selbst dem Begriff der Polyamorie zuordnen möchten. Viele Swinger haben enge Beziehungen mit Sexualpartnern als beste Freunde und als Beziehungspartner. Viele Menschen sowohl in den Subkulturen der Swinger als auch der Polyamorie sehen beide Praktiken als ergänzende Teile einer Sichtweise an, die den offenen Umgang mit physischer und seelischer Intimität, Vertrautheit und Sexualität erlaubt und unterstützt. Die beiden essentiellen Zutaten des Konzepts „Polyamorie“ sind „mehr als einer“ und „liebevoll“. Das bedeutet, dass die Menschen in solchen Beziehungen eine liebevolle Gefühlsbindung haben, in vielfältiger Weise in ihrem Leben in Beziehung stehen und für ihr gegenseitiges Wohlergehen sorgen. Nach dieser Definition meint Polyamorie also nicht die Ausübung von Sexualität als reine Freizeitbeschäftigung, Orgien, Promiskuität, heimliches Fremdgehen, „One-Night-Stands“, Prostitution, die Praxis von sogenannter serieller Monogamie oder die gängige Definition von Swingen als Partnertausch im anonymen Rahmen. Dagegen wird eine Definition vornehmlich auf der Basis des Konzeptes der romantischen Liebe teilweise in Frage gestellt.
 Polyamorie
Im deutschsprachigen Raum war in Internet-Beiträgen die englische Schreibweise polyamory häufiger zu finden. Jedoch wird seit einiger Zeit mehrheitlich die Schreibweise „Polyamorie“ verwendet und findet auch zunehmend Verwendung in Blogs, Onlineforen und Presseveröffentlichungen -. erstmalig wurde die Schreibweise „Polyamorie“ am 23. Jänner 2007 in der Schweizer Tageszeitung Tagesanzeiger verwendet. Als Adjektiv ist „polyamor“ gebräuchlich (mit Betonung auf der letzten Silbe), seltener die Form „polyamourös“. Gelegentlich findet sich auch die französische Bezeichnung polyamour oder italienisch polyamore.
Personen, die polyamore Beziehungen pflegen, bezeichnen sich gelegentlich kurz als „Polyamore“ (ein Polyamorer), oder noch kürzer als „Polys“. Einige lesbische Frauen verwenden in der Subkultur auch die Selbstbezeichnung „Schlampe“, analog zum englischen Wort „slut“ (als Geusenwort).
 Polykül
Für die Lebensgemeinschaft und eine Gesamtheit von durch Liebesbeziehungen verbundenen Personen findet sich in der Gemeinschaft Ende der 2010er-Jahre die Bezeichnung „Polykül“, ein Kofferwort aus polyamor und Molekül.

„Ein Polykül ist ein Beziehungscluster: wenn man so etwas aufzeichnet, sieht es aus wie z. B. eine Sauerstoffverbindung, also wie ein Molekül. Daher der Name. Die Kugeln sind die beteiligten Personen und die Dicke der Verbindungen symbolisiert die Intensität der Verbindungen zwischen diesen Personen.“

 Abgrenzung zur Polygamie
Von der Polyamorie ist die Polygamie zu unterscheiden, die in vielen Kulturen als Institution der Vielehe verankert ist. Der wesentliche Unterschied besteht darin, dass Polyamorie nicht an gesellschaftliche Institutionen und Normen wie Monogamie (Einehe) oder Vielehe gebunden ist und die Wahlfreiheit der Beteiligten betont wird; zudem müssen sie nicht miteinander verheiratet sein. Dementsprechend müsste sehr eng gefasst die Praxis der ausschließlichen „Eins-zu-Eins“-Liebesbeziehung als „Monoamorie“ bezeichnet werden anstatt als „Monogamie“.
Im allgemeinen Sprachgebrauch wird die Unterscheidung zwischen Polyamorie und Polygamie allerdings oft vernachlässigt. Ausgehend vom englischsprachigen Raum ist in den letzten Jahren außerdem die Bezeichnung new monogamy für eine stärker pragmatische, individuell ausgehandelte Aufgabe sexueller Exklusivität in Partnerschaften hinzugekommen.

## Begriffsabgrenzung zwischen Polyamorie und „Freier Liebe“

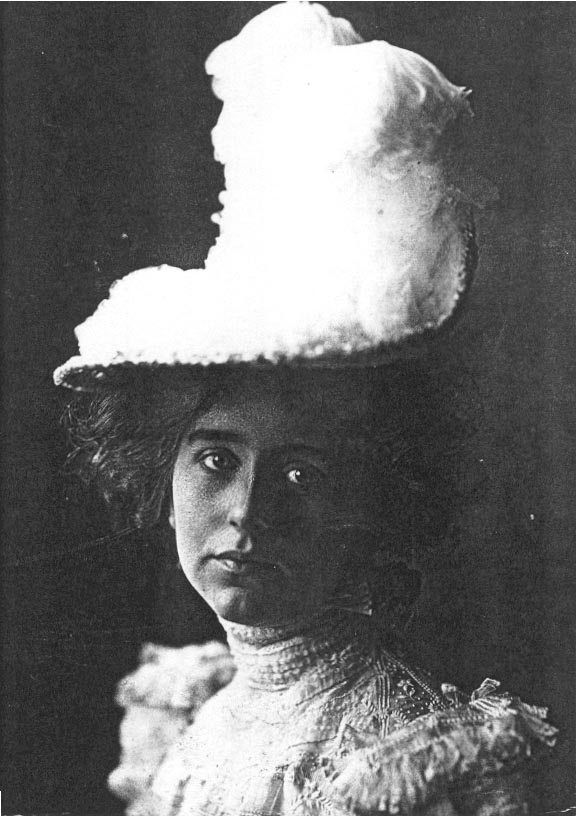
Natalie Clifford Barney (um 1892)

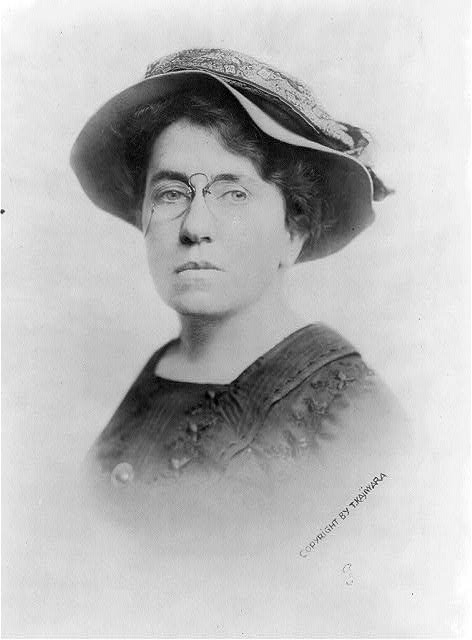
Emma Goldman (1911)

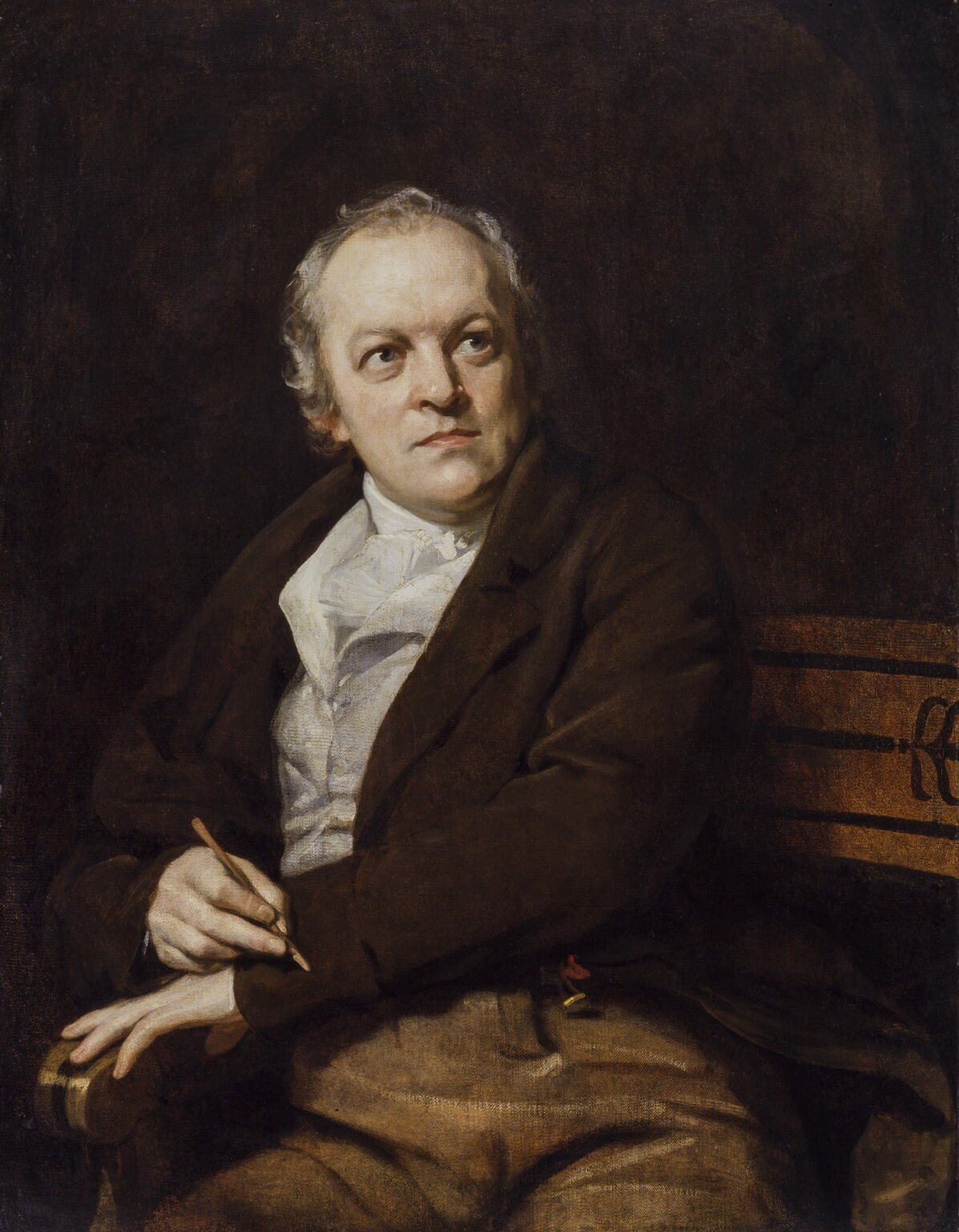
William Blake (1807)

Der Begriff „Freie Liebe“ wurde in der Mitte des 19. Jahrhunderts als Beschreibung einer sozialen Bewegung geprägt, die staatliche und kirchliche Einmischung in persönliche Beziehungen zurückwies. Diese Idee hat eine lange Tradition, die in Mitteleuropa bis auf die christlichen Gemeinschaften der Adamiten und Dissenter zurückgeht. Vom 19. bis zum Anfang des 20. Jahrhunderts wurde sie von Persönlichkeiten wie John Humphrey Noyes, August Nordenskjöld, Carl Bernhard Wadström, William Blake, Mary Wollstonecraft, Percy Bysshe Shelley, Emma Goldman, Bertrand Russell und Natalie Clifford Barney vertreten, oft im Zusammenhang mit politischen Bewegungen wie Abolitionismus, Pazifismus und Anarchismus.
In der sexuellen Revolution der 1960er Jahre wurde eine „freie Liebe“ popularisiert und teilweise als neue Norm vertreten, die promiskes Verhalten propagierte („Wer zweimal mit derselben pennt, gehört schon zum Establishment“). Ziel war das Aufbrechen sexueller Normen und das Schaffen neuer Beziehungsformen, beispielsweise in der Kommune 2. Dabei gab es auch autoritäre und sektiererische Auswüchse, die im deutschsprachigen Raum mit der Aktionsanalytischen Organisation Otto Muehls, die auch AAO oder Zentrum für Emotionale Gestaltung genannt wurde, ein Extrem erreichten. In den USA nahm beispielsweise die Oneida Community, die einen religiösen Hintergrund hatte, eine ähnliche Entwicklung. Es wird diskutiert, ob Kommunen und Gemeinschaften, die aus diesen Organisationen hervorgingen, wie das ZEGG, noch von den Strukturen ihrer Vorgänger-Projekte beeinflusst sind. Während das ZEGG für Freunde und Unterstützer als Vorläufer der polyamoren Kultur in Deutschland gilt, stehen Kritiker dem skeptisch gegenüber.
Inzwischen hat sich ein weitgehend anerkannter Maßstab herausgebildet, um Polyamorie von dem alten, häufig normativ gebrauchten Begriff der „Freien Liebe“ abzugrenzen, wie er in den 1970er Jahren verstanden wurde. Polyamore Beziehungen benötigen grundsätzlich das Einvernehmen aller Beteiligten. Der emotionalen Seite von Liebesbeziehungen und nicht der sexuellen Freiheit, wie in der Freien Liebe, wird höchste Priorität eingeräumt. Das setzt – im Unterschied zur freien Liebe – voraus, dass alle Beteiligten umfassend über den Stand der anderen Beziehungen informiert sind, Transparenz gewährleistet ist und ein achtsamer Umgang zwischen den Beteiligen gepflegt wird. Auch die in der Polyamorie häufig zu beobachtenden hierarchischen Beziehungsmuster, in denen eine langjährige Partnerschaft sich für nicht gleichberechtigt gelebte weitere Beziehungen öffnet, grenzen die Polyamorie von der Freien Liebe deutlich ab. Außerdem wird dem Umgang mit Emotionen, wie Eifersucht, eine weitaus größere Beachtung geschenkt, als dies in den 1970ern der Fall war.

## Umgang mit Eifersucht
Polyamorie praktizierenden Autoren zufolge stellt Eifersucht das wohl größte Hindernis in polyamoren Beziehungen dar. Ihre Meisterung böte jedoch auch Chancen der persönlichen Entwicklung, so dass sie gleichermaßen als „Torhüter“ beschrieben wird. Entsprechend existiert eine umfangreiche ratgebende Literatur in Buchform und in Webveröffentlichungen, deren Ansätze hier kurz dargestellt werden.
Polyamoren Autoren zufolge ist in polyamoren Beziehungen weniger die Abwesenheit von Eifersucht wichtig als die Bereitschaft zur Begegnung und Auseinandersetzung mit diesem Gefühl. Die Intensität der Empfindung ist von Person zu Person verschieden. Es gibt polyamore Menschen, bei denen sie ganz fehlt. Auch bei Menschen, die normalerweise kaum eifersüchtig sind, kann sie unerwartet eine hohe Intensität erreichen und körperlichem Schmerz ähneln, wenn sich beispielsweise der oder die langjährige Lebenspartner/-partnerin mit einer neuen Liebe trifft. Andererseits kann Eifersucht auch lange verdrängt werden und unerkannt bleiben, auch wenn ihre Vermeidung einen erheblichen Teil des Denkens und Handelns bestimmt. Da in der monogamen Kultur das Gefühl der Eifersucht oft stark gemieden werde, könne andererseits bei manchen Menschen auch Angst vor Eifersucht die größere Schwierigkeit darstellen als die Eifersucht selbst.
Polyamore Menschen beschreiben Eifersucht oft als eine Mischung verschiedener Gefühle und Gedanken wie Wut, die Kontrolle über den Partner zu verlieren, Angst, seine Liebe zu verlieren, verlassen zu werden oder unwichtig zu werden, Scham über eine empfundene Abwertung oder auch Trauer über verlorene Gewissheiten. Oft überlagern sich verschiedene Gefühle. Eifersucht gilt unter Polyamorie praktizierenden Menschen zumeist weder als ein Zeichen von Liebe noch als Betrug oder Charakterschwäche, wenn auch besitzergreifendes Verhalten von polyamoren Personen meist nicht toleriert wird. Idealerweise würde der Partner einer eifersüchtigen Person diese liebevoll, akzeptierend und begleitend behandeln – ähnlich wie jemand mit der Trauer eines Freundes umgeht, der eine nahestehende Person verloren hat, oder der Angst eines Kindes, welches sich nicht sofort traut, schwimmen zu lernen. Doch eine solche begleitende Haltung und Bereitschaft zur Begegnung mit intensiven Gefühlen muss selbst oft erst erlernt werden.
Grundlegend für einen Umgang mit Eifersucht ist der Gedanke, dass jeder Mensch selbst für seine eigenen Gefühle und Gedanken verantwortlich ist wie auch für den Umgang mit seinen Erfahrungen und Konditionierungen, wie dies Marshall B. Rosenberg (2004) beschreibt. Zu trennen ist hier zwischen Wahrnehmung und Ausdruck von Eifersucht als Gefühl auf der einen Seite und eifersüchtigem Verhalten wie Vorwürfe oder das Stellen von Ultimaten, welches sich schnell zerstörerisch auf Beziehungen auswirken kann, auf der anderen. Ein Verschweigen von potenziell eifersuchtsauslösenden Situationen durch den Partner wäre nach gängigen polyamoren Konzepten dagegen grenzüberschreitend und längerfristig zerstörerisch für eine gute Beziehung. Allerdings liege es durchaus in der Hand des oder der Partner, bestimmte Auslöser zu vermeiden. Dies kann zum Beispiel den Umgang mit Gegenständen oder Beziehungsritualen bedeuten, die einen Symbolwert für Beständigkeit und Stellenwert der als „bedroht“ erlebten Beziehung haben.
In der Praxis der Polyamorie haben sich verschiedene Strategien zum Umgang mit Eifersucht entwickelt. Eine ist, die Angst oder Eifersucht auslösende Situation zu hinterfragen, sich konkrete Szenarien vorzustellen und ihre Realität und Irrealität zu vergegenwärtigen. Da Eifersucht wie alle Gefühle auch eine positive Schutzfunktion haben kann und auf unerfüllte Bedürfnisse hinweist, kann es durchaus vorkommen, dass eifersüchtige Gefühle auf reale Schwierigkeiten in der Beziehung hinweisen, die mit dem Partner besprochen und geklärt werden sollten. Hier zeigt sich erneut die Wichtigkeit von guter Kommunikation und Ehrlichkeit, die den Aufbau eines dauerhaften Vertrauens in die Stabilität der Beziehung ermöglichen.
Ein von Wendy Millstone vorgeschlagener Ansatz, die oben beschriebenen Mischungen von Gefühlen zu klären, ist, bildlich gesprochen, die „Zwiebel“ Eifersucht zu schälen und die Gefühle und Gedanken jeder Schicht aufmerksam zu untersuchen.
Easton und Liszt (1997) empfehlen die Haltung, die graduelle Konfrontation mit der Eifersucht zu suchen, sie bewusst wahrzunehmen und ihr nicht auszuweichen. Ähnlich wie es nicht liebevoll und auch nicht effektiv ist, ein Kind, welches nicht schwimmen kann, zum Zweck des Schwimmenlernens ins Wasser zu werfen, kann es insbesondere bei schon lange bestehenden Partnerschaften sinnvoll sein, wenn die Eifersucht erlebende Person in einer Beziehung das Tempo bestimmen darf, nicht diejenige, die einen neuen Partner hat. Bei akuten Anfällen von starker Eifersucht wird verstärkte Selbstfürsorge und Prinzipien der Körperarbeit wie bewusstes und systematisches Atmen vorgeschlagen. Auch alle Praktiken, welche Achtsamkeit und mentale Präsenz im „Hier und Jetzt“ fördern, stellen nach Ansicht von Autorinnen wie Deborah Anapol eine gute Übung dar, die durch Eifersucht ausgelösten Gedanken zu beruhigen.
Autorinnen wie Celeste West weisen ferner darauf hin, dass es negative Folgen für die seelische Gesundheit haben kann, für längere Zeit das Ziel von verletzend eifersüchtigem Verhalten zu sein, auch wenn keine physische Gefährdung besteht.

## Formen, Benennungen und Beziehungskonstellationen
Die gelebten und praktizierten Formen der Polyamorie können viele verschiedene Formen annehmen, da jede einzelne Beziehung einzigartig ist und sich von anderen unterscheiden kann. Es gibt verschiedene Bezeichnungen für diese Beziehungsstrukturen, wobei diese jedoch nicht durchgehend einheitlich verwendet werden.

### Hierarchische und nicht-hierarchische Polyamorie
Häufig gibt es eine Hauptbeziehung (englisch primary relationship) oder Partnerschaft zwischen zwei (oder mehr) Partnern, die zusammen leben, wobei aber jeder der Partner nebenher noch weniger intensive oder enge Liebschaften oder Geliebte (secondary relationships) hat, etwa entsprechend Paaren, die nicht zusammen wohnen. Die sozial machtlosere Position von zweitrangigen (secondary) Partnern führt nicht selten zu Problemen und Spannungen und hat bereits zu Kontroversen geführt. Zusätzlich können noch „tertiary relationships“ hinzukommen, zum Beispiel erweiterte, Sexualität beinhaltende Freundschaften („friends with benefits, intimate friendships“) mit Personen, welche häufig weiter entfernt wohnen.
Ein Teil der Menschen, die Polyamorie praktizieren, lehnt aber das Konzept einer Hierarchie von Beziehungspartnern eher ab, da sie es nicht nachvollziehen können, unethisch oder anstößig finden. In nichthierarchischen Beziehungsformen gibt es keine Rangordnung und keine Veto-Rechte.
Andere Menschen stellen auch die Dichotomie, mit jemandem entweder in einer Beziehung oder in keiner Beziehung zu sein, in Frage. Kritiker dieser Sichtweise betonen die Wichtigkeit einer Offenlegung und Anerkennung real bestehender Prioritäten, so dass alle Beteiligten um ihre Position wissen.

### Sexuell offene, aber romantisch monogame Konstellationen
Liegt der Schwerpunkt auf der sexuellen Nicht-Ausschließlichkeit, wird dies oft als „offene Ehe“ oder „offene Beziehung“ bezeichnet. Sofern vereinbart wird, keine Liebesbeziehungen außerhalb der Hauptbeziehung entstehen zu lassen, liegt genau genommen keine Praxis von Polyamorie vor.

### Polyfidelity: Erweiterte Monogamie
Es kann auch vorkommen, dass eine Gruppe von Menschen ein exklusives Netzwerk bildet, dessen Mitglieder jeweils nur untereinander emotionale und sexuelle Beziehungen haben. Dies wird oft „Polyfidelity“ genannt, dieser Begriff bezeichnet manchmal jedoch auch Polyamorie im Allgemeinen. Auch verbindliche Partnerschaften zwischen mehr als zwei Menschen (Group Marriages (Gruppenehe)), Beziehungsnetzwerke von Menschen, die nicht mit jemandem zusammen leben (Intimate Networks), bis hin zu „erweiterten Freundschaften“, welche Sexualität als zusätzliche Option beinhalten, kommen vor. Der Begriff Group Marriage wurde von einigen Autoren fiktionaler Werke wie Robert A. Heinlein in Fremder in einer fremden Welt und The Moon Is a Harsh Mistress, Robert Rimmer und Starhawk popularisiert. Schließlich gibt es den Begriff Stamm oder Clan, bei denen die Beziehungspartner erweiterten Lebensgemeinschaften, beispielsweise Kommunen angehören.

### Beziehungen zwischen einem monogamen und einem polyamoren Partner
Weiterhin gibt es mono-polyamore Beziehungen, in denen von zwei Partnern einer mehrere Beziehungen hat, während der andere den weiteren Beziehungen des ersten zustimmt, selber aber keine zusätzliche Beziehung möchte. Solche „1:N-Beziehungen“, in denen ein Teil eines Paares sich monogam verhält und der andere mehrere Beziehungen hat, können durchaus glücklich sein. Zur Unterscheidung wird gelegentlich die Beziehung zweier Menschen, die wechselseitige Monogamie vereinbaren, als Eins-zu-Eins-Beziehung bezeichnet.
Beziehungen zwischen Menschen, die Polyamorie praktizieren möchten, und solchen, die einen monogamen Partner wünschen, sind dagegen im Allgemeinen konfliktträchtig und werden häufig vermieden, denn Versuche, die eigene Orientierung oder diejenige des Partners hin zu polyamoren oder monogamen Beziehungen beeinflussen zu wollen, schlagen in aller Regel fehl. Ein Teil der polyamoren Menschen, der sich dessen meist wohl bewusst ist, betrachtet sich als in der Lage, wahlweise sowohl in mehrfachen als auch in ausschließlichen Beziehungen gleich glücklich zu leben: Diese werden auch als ambiamor bezeichnet.
Die Bereitschaft polyamorer Individuen, sich auf experimentelle Beziehungen zu Personen einzulassen, deren Orientierung und Bedürfnisse unsicher sind, variiert stark.

### Solo-Polyamorie
Solo-Polyamorie bezeichnet eine Unterform der Polyamorie, als deren Hauptmerkmal ein besonderes Augenmerk auf Autonomie bezeichnet werden kann. Es wird sich hauptsächlich als Individuum (ggf. mit mehreren Beziehungen) und meist nicht als Teil eines Pärchens identifiziert. Die genaue Ausgestaltung der Solo-Polyamorie kann variieren. Die meisten entscheiden sich jedoch, nicht mit einem Partner zusammenzuwohnen und getrennte Bankkonten zu behalten. Dabei können solo-polyamore Menschen durchaus eine oder mehrere bedeutungsvolle, emotional engagierte feste Beziehungen führen. Jedoch möchten sie meist keine „Hauptbeziehung“ (primary relationship) in ihrer klassischen Form. Manche haben einen Ankerpartner (anchor partner), mit welchem sie besonders viel Zeit verbringen: Diese Beziehungen sind durch gegenseitige Unterstützung geprägt, ohne Exklusivität oder Hierarchie zu implizieren. Manche bezeichnen sich selbst als ihre eigenen Hauptpartner oder weisen nichtromantischen Beziehungen etwa zu Familienmitgliedern oder Freunden eine priorisierte Bedeutung zu.
Solopolyamore Menschen begegnen in der Gesellschaft oft Unverständnis oder Stigma, da ihre Lebensform dem kulturellen Fokus auf der Pärchenbindung nicht entspricht. Auch laufen sie in Gefahr, in Beziehungen mit Menschen, die hierarchisch polyamor leben, den Kürzeren zu ziehen, wenn sie aufgrund von „Pärchen-Privilegien“ (Couple Privilege) nur nachrangig berücksichtigt werden oder ihre „sekundäre“ Beziehung durch auferlegte Regeln eingeschränkt wird.

### Begriffe für verschiedene Beziehungsstrukturen
Für die Stellung von einzelnen Personen zueinander haben sich insbesondere in englischsprachigen elektronischen Medien bestimmte „geometrische“ Bezeichnungen eingebürgert. Dabei wird als „V“ (englisch vee) bezeichnet, wenn eine Person zu zwei anderen Menschen eine enge Beziehung hat. Ebenso gibt es „N“, „Z“, und „W“. Als „Triade“ wird bezeichnet, wenn drei Menschen untereinander eine enge Beziehung haben, was nur selten vorkommt. „Quad“ meint eine Partnerschaft oder Gruppenehe von vier Personen. Eine Paarbeziehung zwischen zwei Personen wird „Dyade“ genannt.
Viele solcher Beziehungen sind sehr langlebig, wenn sie eine gewisse Vertrautheit und Stabilität einmal erreicht haben. Auch liebevolle Beziehungen, die keine Sexualität beinhalten – zum Beispiel weil diese die Vereinbarungen bestehender Beziehungen verletzen würde –, können gegebenenfalls als polyamor bezeichnet werden. Jede Konstellation hat ihre eigene Struktur und Dynamik, die sehr komplex sein kann. Zum Beispiel wird für Quads, die aus zwei Dyaden gebildet werden, von manchen Autoren die Tendenz berichtet, eine Person abzuspalten und eine Triade zu bilden.

## Polyamore Vernetzungen

### Allgemeines

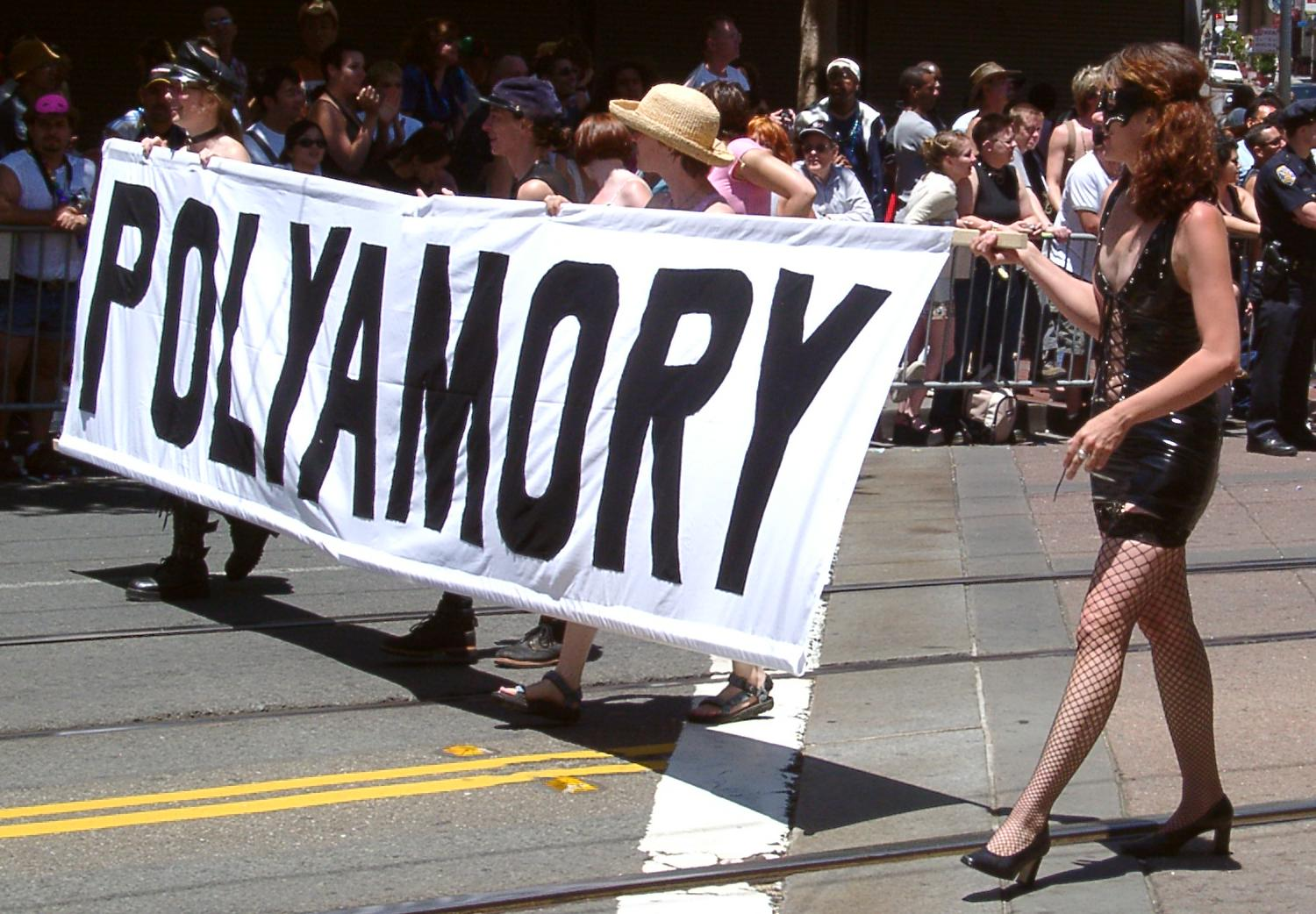
Polyamory Pride, San Francisco, 2004

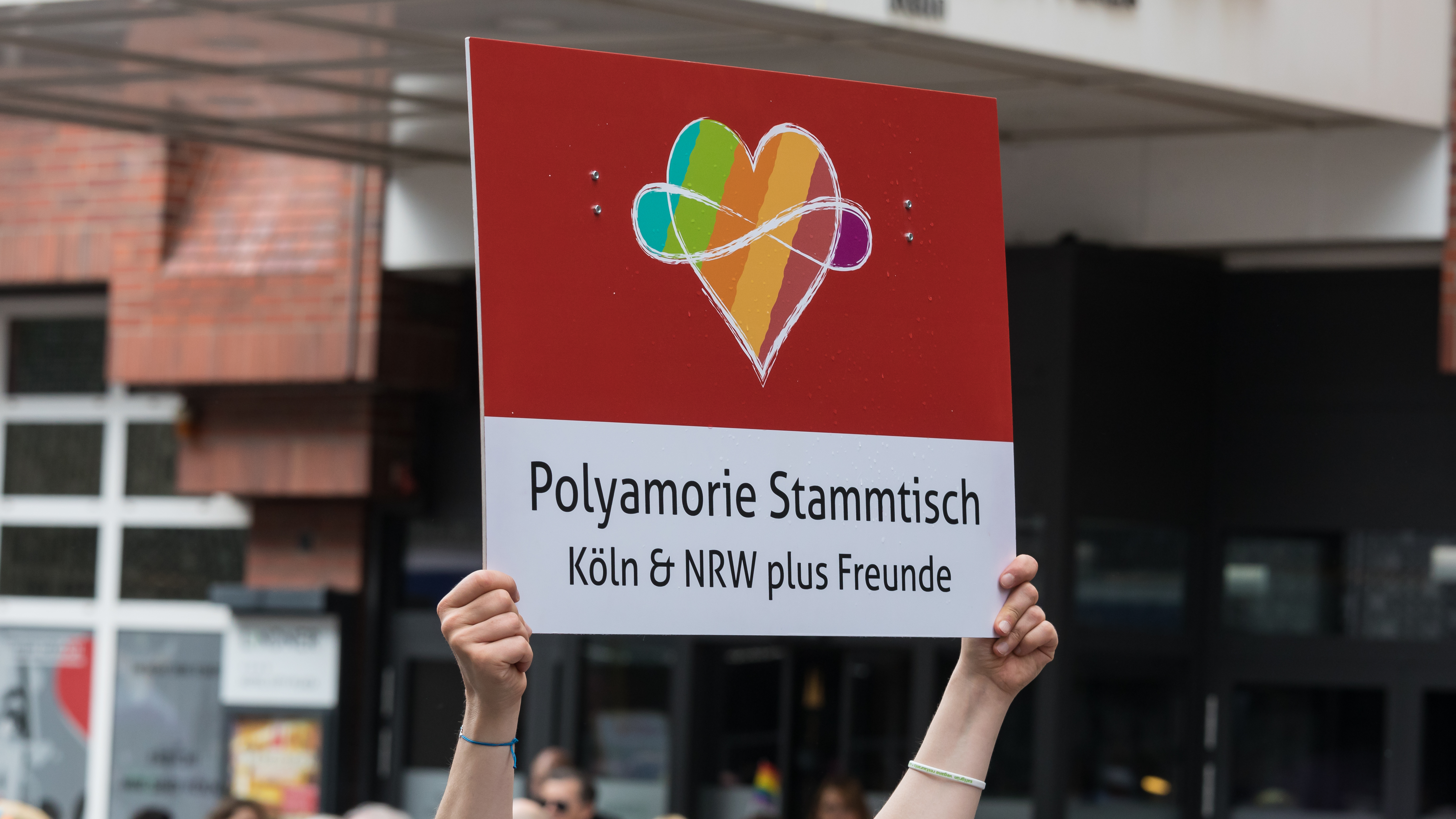
Banner des „Polyamorie Stammtisch Köln & NRW plus Freunde“ auf dem Cologne Pride 2019

Polyamorie praktizieren vor allem Menschen, die sich als kleine Minderheit von möglicherweise mehreren hunderttausend bis hin zu wenigen Millionen Personen teils über einen lebhaften Austausch im World Wide Web vernetzen, teils über regionale Treffen organisieren. Neben den USA mit den Zentren Kalifornien / San Francisco Bay Area und Massachusetts haben sich auch in England und den Niederlanden Verbreitungsschwerpunkte entwickelt. Daneben gibt es Ansätze von polyamoren Vernetzungen in praktisch allen westeuropäischen Ländern und vielen weiteren Teilen der Welt. Im deutschsprachigen Raum finden seit Ende der 1990er Jahre regionale Treffen statt, deren Häufigkeit und Verbreitung beständig zunimmt. Seit April 2008 richtet der im gleichen Jahr gegründete Verein PAN e. V. dreimal jährlich überregionale Treffen für den deutschsprachigen Raum aus.
Statistische Zahlen über Menschen, die in mehrfachen Beziehungen leben, können nur geschätzt werden. Im Rahmen einer Diskussion über ein Gesetz aus dem 19. Jahrhundert, welches das Zusammenleben mehrerer Partner in Kanada unter Strafe stellt, nannte die „Canadian Polyamory Advocacy Association“ (CPAA) bei einer Anhörung im kanadischen Supreme Court eine gesicherte Zahl von 1120 einzeln bekannten polyamoren Familien und eine geschätzte Zahl von 17.000 Familien.
Die Zahl allein lebender polyamorer Menschen in Kanada wurde auf etwa 550.000 geschätzt. Zufolge der CPAA ist die wahrscheinliche Zahl von in egalitären polyamoren Beziehungen lebenden Menschen um ein Vielfaches höher als jene in patriarchal strukturierten polygynen Familien von fundamentalistischen Strömungen der Mormonen oder traditionell lebenden Hmong und mindestens so hoch wie die Minderheit polygyn lebender kanadischer Muslime, vermutlich jedoch deutlich höher.
Ein Teil dieser Personen spricht beispielsweise am Arbeitsplatz offen über die von ihnen gewählte Beziehungsform und macht in vielen Fällen gute Erfahrungen damit. Unterschiedslos empfohlen wird eine solche Offenheit nicht. In dieser Subkultur, deren Mitglieder häufig verstreut leben, haben elektronische Medien und die Kommunikation per Internet eine große Bedeutung. War dies zu Anfang vor allem die Usenet Newsgroup alt.polyamory, die Zeitschrift „Loving More“ und zahlreiche Webseiten und Webringe, so stellen neben lokalen E-Mail-Listen, Blogs, Online-Foren und virtuelle Gemeinschaften wie polyamore.de und beziehungsgarten.net die wichtigsten Medien dar, von denen einige englischsprachige, wie LiveJournal mit Forumsgruppen wie Polyamory oder mono_poly, mehrere Tausend Mitglieder haben. Im deutschsprachigen Raum lässt sich ein schnelles Wachstum sowie eine fortschreitende Diversifizierung dieser Foren feststellen. Zum Finden von Kontakten und potenziellen Partnern haben außerdem Partner-Börsen (z. B. OkCupid) Beliebtheit erlangt. Daneben sind lokale Treffen und Konferenzen wichtig, wie die „Loving More“ Konferenzen in den USA, die „International Conference on Polyamory & Mono-Normativity“, die im November 2005 in Hamburg stattfand, oder die Filmtage „Mehr als Eine Liebe – Facetten Polyamoren L(i)ebens“ im Juli 2007 in Oldenburg.
Manche polyamore Aktivisten, wie Dossie Easton, leisten wichtige Informations- und Aufklärungsarbeit insbesondere in den Bereichen Kommunikation, bestehen auf klaren Beziehungen, Verhütung ungeplanter Schwangerschaften und Verhütung von Krankheiten wie AIDS und Hepatitis B durch Safer Sex.
Ein überdurchschnittlich hoher Anteil dieser Menschen ist bisexuell orientiert, es sind jedoch alle sexuellen Orientierungen vertreten. Berührungen und Überschneidungen der Subkultur der Polyamorie existieren außer mit der bisexuellen Gemeinschaft mit der BDSM-Szene, der Neotantra-Szene, der Queer-Bewegung sowie mit Teilen der lesbischen und schwulen Bewegung, wie der „Schlampagne“, und der linken Subkultur, welche die konventionelleren Beziehungsformen unter dem Stichwort „Romantische Zweierbeziehung“ oder „RZB“ hinterfragt und diskutiert.
Aufgrund der Vielfalt polyamorer Menschen und Lebensformen, der räumlichen Verstreutheit polyamorer Menschen und des Fehlens von kulturellen Merkmalen, welche über die Lebensform und deren praktische Realisierung hinausgehen, kann aber nicht von einer „Polyamorie-Szene“ oder einer abgegrenzten Subkultur gesprochen werden. Polyamor lebende Menschen gehören allen Gesellschaftsschichten und Berufsgruppen an, wobei Menschen mit überdurchschnittlicher Ausbildung häufiger vertreten sind. Polyamore Konzepte verbreiten sich immer mehr in den gesellschaftlichen Mainstream, wie an nicht an Subkulturen orientierten Protagonisten wie Jenny Block sichtbar wird.
Zudem stellen sich in den elektronischen Medien immer wieder Menschen vor, die den Prinzipien von Polyamorie seit vielen Jahren folgen, den Begriff aber bisher nicht kannten. Als Lobbyorganisation mit einem hohen Anteil polyamorer Menschen und einer klaren Toleranz für polyamore Lebensformen ist das Bisexuelle Netzwerk e. V. (BiNE) erwähnenswert. Seit 2009 baut das Polyamore Netzwerk (PAN e. V.) seine Angebote für polyamore Menschen immer mehr aus und bietet inzwischen dreimal im Jahr große Vernetzungstreffen in Deutschland an.
Polyamor lebende Frauen aus der lesbischen Poly-Szene geben seit 2006 die im Selbstverlag erscheinende Zeitschrift „Die Krake“ heraus.

### Kinder in polyamoren Familien
In zahlreichen Familien, in denen ein oder mehrere Partner weitere polyamore Partnerschaften unterhalten, leben Kinder. Wie auch bei anderen Charakteristika der Polyamorie variiert hierbei die Art und Weise, wie Kinder in die Familie integriert sind:
- Die Eltern sind voll verantwortlich für ihre eigenen Kinder, während die Kinder andere Mitglieder polyamorer Beziehungen als Freunde der Eltern begreifen.
- Die Eltern tragen die Hauptverantwortung für ihre eigenen Kinder (biologische, Adoptiv- oder Stiefkinder), aber auch andere Mitglieder des Beziehungsgeflechtes fungieren als eine erweiterte Familie, die Hilfe bei der Kindererziehung leisten kann. Hierbei kommt es auch vor, dass Kinder die Partner der Eltern als Form von Stiefeltern behandeln oder dass ihnen gesagt wird, diese als Tanten und Onkel einzuordnen.
- Durch Polyamorie verbundene Erwachsene erziehen ihre Kinder kollektiv, alle nehmen die gleiche Verantwortung für jedes Kind unabhängig von der Blutsverwandtschaft wahr.

Teilweise wird kollektive Kindererziehung als soziale Norm vertreten, ohne dass sie bezüglich der Verteilung von Verantwortung und Sorgeverpflichtungen tatsächlich eingelöst wird; dies liegt auch an mangelnden rechtlichen Ansprüchen nicht biologisch verwandter und legal anerkannter Bezugspersonen. Die ersten beiden Ausformungen polyamorer Elternschaft unterscheiden sich meist nicht stark von vergleichbaren monogamen Beziehungen in Patchwork-Familien (Stieffamilien).
Oft wird befürchtet, dass nicht-ausschließliche Beziehungen negative Folgen für Kinder haben könnten. Die Praxis zeigt jedoch, dass dies nicht der Fall ist, sofern die Bezugspersonen in einer stabilen Partnerschaft leben. Die unterschiedlichen Entwicklungsstadien des Kindes scheinen jedoch einen Effekt auf die Wahrnehmung der Eltern zu besitzen.
Bei Teenagern in der Phase der Identitätsfindung kann eine nichtmonogame Beziehungsform der Eltern Unsicherheit und Ablehnung auslösen; kleinere Kinder profitieren oft von den zusätzlichen Bezugspersonen. Bei Heranwachsenden aus solchen Familien kommt es sowohl vor, dass sie nicht-ausschließliche Beziehungen als zusätzliche Option betrachten, als auch, dass sie eher traditionelle Lebensentwürfe wählen und sich damit von ihren Eltern abgrenzen. Gelegentlich wird berichtet, dass Kinder weniger oder gar keine Eifersucht zeigen, was die Hypothese stützt, dass Eifersucht eine (wenn auch tief verwurzelte) kulturelle Norm darstellt.
Es gibt einige wenige Kinderbücher, welche die Lebenswelt von Kindern in Familien mit mehrfachen Beziehungen oder mehrfacher Elternschaft reflektieren und ihnen helfen können, die Besonderheit ihrer Familie selbstbewusst aufzufassen. Auf Deutsch erschienen ist „Else-Marie und die kleinen Papas“ (Else-Marie and Her Seven Little Daddies) von Gabrielle Charbonnet und Pija Lindenbaum.
Insgesamt lässt sich vermuten, dass ein Erwachsener, der mehr Zeit im Leben mit einem Kind verbracht hat, wahrscheinlich auch eine stärkere elterliche Bindung zu diesem Kind entwickeln wird als jemand, der nur kürzere Zeiträume mit dem Kind in Verbindung stand. Der Grad der logistischen und emotionalen Beteiligung zwischen Mitgliedern polyamorer Partnerschaften ist für die Beziehungen zu Kindern ebenso ein entscheidender Faktor.
In Kanada ist es möglich, dass mehr als zwei Menschen die Elternschaft für ein Kind übernehmen können.

### Poly-Aware Professionals Netzwerke
Da die Betreuung und Begleitung von nicht-monogam lebenden Personen von Spezial-Wissen über eben diese Themen profitiert, bilden sich auch vermehrt professionelle Netzwerke die Fortbildungen und Austausch zu nicht-monogamen Themen wie Polyamorie bieten. Im deutschsprachigen Raum ist z. B. der gemeinnützige Verein KAPA – Kink Aware & Poly Aware – tätig.

### Symbole

Ein Herz mit dem Zeichen der Unendlichkeit, als ein Symbol für Polyamorie

Polyamorie Pride Flag 2022 von Red Howell

Polyamorie-Flagge nach Jim Evans 1995

Die ursprüngliche Polyamorie-Flagge 1995 nach Jim Evans wurde 2022 von Red Howell unter Beteiligung der Poly-Community überarbeitet. Über 30.000 polyamore Personen hatten sich beteiligt und das aktuelle Design gewählt.

#### Die Entwicklung der Flagge
- 2022 aktuelle "Tricolor Polyamory Pride Flag"
- 1995 Jim Evans "Pi-Polyamorie Flagge": quergestreift von oben nach unten blau, rot, schwarz, in der Mitte ein goldenes Pi-Zeichen
  - Alternative Flagge, ebenfalls von Jim Evans: wie die Pi-Flagge, allerdings wurde das Pi durch ein Herz mit Unendlichkeitszeichen mittig der Flagge ersetzt

### Entwicklung angepasster Begriffe
Polyamore Menschen haben für bestimmte Situationen, die in monogamen Beziehungen ungewohnt sind, neuartige Bezeichnungen entwickelt, um ihre Erfahrungen, Gefühle, und Lebenswelten zu beschreiben. Einige, die beispielsweise von den Soziologinnen Meg Barker und Ani Ritchie beschrieben wurden, werden im Folgenden vorgestellt:
- Mitfreude (Compersion oder „Resonanzfreude“) bezeichnet eine Manifestation von Liebe, wenn jemand im Geliebtwerden eines geliebten Menschen durch eine andere Person Glück und Erweiterung findet und sich daran freut, und stellt somit in gewisser Weise einen Gegenpol zur Eifersucht dar. Sie ist eine Form von Empathie, das heißt, Freude daran, dass der nahestehende Mensch etwas Schönes in seinem Leben erfährt. Das Gefühl von Mitfreude erstmals zu erleben, wird manchmal als ungewohnt oder fremdartig beschrieben, denn es läuft dem Gefühl von Eifersucht, das die meisten Menschen in solchen Situationen als normal erwarten, zuwider.[95]
- Das Adjektiv frubbly (auch deutsch „frubbelig“) wurde als Ausdruck für das Gefühl von Compersion geprägt.
- Metamour, kurz Meta, bezeichnet einen Partner der eigenen Beziehungspartner, mit dem jemand sozusagen „über Eck“ in Beziehung steht. Die amerikanische National Coalition for Sexual Freedom (NCSF) den 28. Februar als „Metamour Day“ ausgerufen.[96]
- Als polysaturiert bezeichnen sich polyamor lebende Menschen, die wegen ihrer Grenzen hinsichtlich Zeit oder Energie derzeit nicht offen für die Entstehung weiterer Beziehungen sind.[69][97][98] Anders gesagt: Ein polysaturierter Mensch hat so viele Partnerschaften, wie er derzeit pflegen kann.[62]

## Werte in der Polyamorie
Wie viele andere gesellschaftliche und weltanschauliche Strömungen wird die Polyamorie durch eine Reihe von Wertvorstellungen gekennzeichnet, die einen besonderen Stellenwert haben. Die im Folgenden aufgelisteten Werte sind Ideale. Wie bei allen Idealen werden sie von ihren Anhängern manchmal nicht erreicht – aber ein schwerwiegendes Verfehlen der vereinbarten Ideale einer polyamoren Beziehung wird wahrscheinlich als ebenso ernst gesehen wie in jeder anderen Beziehung und kann oft deren Ende bedeuten. Werte, die polyamore Beziehungen fördern, sind auch ausschließlichen Beziehungen zuträglich und werden auch dort geschätzt, nehmen aber unter Umständen einen anderen Stellenwert ein oder haben andere Ausprägungen. Die aufgeführten Werte beschreiben zwar teilweise auch identitätsstiftende Elemente, haben sich jedoch vor allem deswegen als wichtig herausgebildet, weil sie, konsequent angewandt, zu praktischen Handlungsweisen führen, die authentische und dauerhafte Beziehungen fördern. Allerdings haben sie häufig auch die tendenzielle Wirkung, unstimmige Beziehungen schneller zu beenden.

### Ehrlichkeit und Respekt
Menschen, die Polyamorie praktizieren, betonen oft die Wichtigkeit von Ehrlichkeit und Selbstoffenbarung gegenüber allen Partnern, die als eines der wesentlichen Prinzipien gilt. Von einem Verschweigen von Tatsachen – selbst eine „schweigende Vereinbarung“ der Form „Mach, was Du möchtest, solange ich nichts erfahre“ – wird nachdrücklich abgeraten. Diesem liege meistens die Vorstellung zugrunde, dass Partner die Wahrheit nicht ertragen können oder ihren Geliebten nicht zutrauen, Abmachungen einzuhalten. Der oder die Geliebte eines Partners sollte als Bestandteil des Lebens dieses Partners akzeptiert und nicht bloß toleriert werden.
Es muss aber betont werden, dass diese Ehrlichkeit im Detail, welche eine Ehrlichkeit über die polyamore Beziehungsorientierung voraussetzt, vielen polyamoren Menschen nicht gleichsam „in die Wiege gelegt wurde“, sondern oft Produkt eines mühsamen Entfaltungs-, Entwicklungs- und Lernprozesses ist, der zu dem Schluss führt, dass nichtmonogame Beziehungen anders nicht funktionieren. Dieser ist dem „Coming-out“ von bisexuellen Menschen ähnlich und beinhaltet unter anderem, das Selbstvertrauen zu gewinnen, mit der offen gelebten eigenen Orientierung – ob mit oder ohne passende Partner – glücklich werden zu können (siehe das Beispiel von Edna St. Vincent Millay im Abschnitt „In einvernehmlichen mehrfachen Beziehungen lebende Personen“).
Im Unterschied zu – meist unausgesprochenen – traditionellen Verhaltensnormen, in denen bestimmte Dinge oft ‚dem Partner zuliebe‘ nicht ausgesprochen werden, erstreckt sich diese Priorität von Ehrlichkeit auch auf Sachverhalte, die beim Partner erhebliche seelische Schmerzen, Ängste und Eifersucht auslösen können. Dauerhafte und authentische Beziehungen setzen damit die Bereitschaft der Partner voraus, sich den eigenen schmerzhaften Gefühlen zu stellen.
Respekt vor dem anderen schließt Respekt vor dessen Leben und Gesundheit ein. Ein liebevoller Umgang mit sich selbst und anderen setzt bei mehreren sexuellen Beziehungen voraus, dass die Partner Safer Sex praktizieren, über sexuell übertragbare Krankheiten wie AIDS und Hepatitis B sprechen, verbindliche Entscheidungen treffen, welche Risiken sie eingehen wollen, vorhandene Impfungen in Anspruch nehmen und sich darüber kontinuierlich austauschen. Ausführliche Informationen hierzu in Bezug auf die Polyamorie sind in The Ethical Slut von Easton und Liszt zu finden, auch die örtlichen Gesundheitsämter und AIDS-Hilfen bieten oft vertrauliche, respektvolle und kompetente Information.

### Treue
In Eins-zu-eins (oder „monogamen“) Beziehungen wird Treue oft verstanden als Eingehen einer Verbindlichkeit zu nur einem Partner und Ausübung von Sexualität nur mit dieser Person (in traditionellen Ehen dem Ideal zufolge lebenslang, „bis dass der Tod euch scheidet“). Ein Verstoß gegen diese Regel wird als Untreue angesehen. In polyamoren Beziehungen wird unter Treue hingegen Ehrlichkeit, Verbindlichkeit, Verlässlichkeit und Wohlwollen in Bezug auf die Beziehung verstanden sowie die Einhaltung von Absprachen innerhalb dieser Beziehung. Generell werden dauerhafte Beziehungen angestrebt, was bei Schwierigkeiten wie Konflikten oder Aufkommen von Eifersucht oft ein sehr hohes Engagement verlangt. Allerdings werden auch promiske Verhaltensweisen im Allgemeinen toleriert, solange dies in ehrlicher Weise geschieht.

### Kommunikation und Verhandlung
Weil es keine „Standardausführung“ von polyamoren Beziehungen gibt, werden die Beteiligten einer Beziehung meist unterschiedliche Vorstellungen haben, wie diese Beziehung aussehen soll. Wenn solche unterschiedlichen Erwartungen nicht angesprochen werden, kann dies der Beziehung schweren Schaden zufügen. Deswegen befürworten viele Menschen, die Polyamorie praktizieren, die Regeln der Beziehung mit allen Beteiligten gemeinsam festzulegen, ein Prozess, welcher ein hohes Maß an engagierter Kommunikation verlangt. Im Unterschied zu manchen anderen Formen ausgehandelter Beziehungen (wie Eheverträge) sehen Personen, die Polyamorie praktizieren, diese Verhandlung oft als Prozess, der die gesamte Lebensdauer einer Beziehung andauert. Dieser Prozess benötigt von allen beteiligten Partnern eine hohe Bewusstheit ihrer eigenen Bedürfnisse und die Ausbildung der Fähigkeit, diese zu äußern.
In konventionelleren Beziehungen können sich die Beteiligten zu einem gemeinsamen Paket von Erwartungen einigen, ohne diese bewusst zu verhandeln, einfach indem gesellschaftliche Normen befolgt und als schweigende Vereinbarung übernommen werden: zum Beispiel, dass der Ehemann die finanzielle Verantwortung für die Familie übernimmt, sobald das Paar Kinder hat, und die Frau dann nicht mehr zu arbeiten braucht; oder, dass die Frau alleine für Empfängnisverhütung zuständig ist und die Entscheidung zu einer Schwangerschaft unter Umständen einseitig trifft. Da polyamore Beziehungen nicht von solchen „vordefinierten“ Normen ausgehen können, muss innerhalb der Beziehung sehr viel mehr bewusst verhandelt und gewählt werden, auf dem Weg von miteinander Reden und gegenseitigem Respekt und Verständnis anstelle von angenommenen Erwartungen. Nicht zuletzt deswegen lautet die als Poly Mantra bekannte gängige Empfehlung beim Neuentstehen von Beziehungen – oder Veränderungen in bestehenden: „Kommuniziere! Kommuniziere! Kommuniziere!“. Eines der Kommunikationsmodelle, die sich in der Praxis polyamorer Beziehungen bewährt haben, ist die Gewaltfreie Kommunikation nach Marshall B. Rosenberg sowie das Gordon-Modell nach Thomas Gordon. Eine im deutschsprachigen Raum beliebte Praxis ist das „Zwiegespräch“, ein Gesprächsritual, welches von Michael Lukas Moeller entwickelt wurde, bei dem sich die Partner regelmäßig zu einem intensiven Gespräch verabreden, bei dem jeweils eine Person für 20 bis 30 Minuten in der Ich-Form spricht und die andere nicht-wertend zuhört.
Polyamoröse Menschen haben gewöhnlich eine pragmatische Haltung zu ihren Beziehungen. Sie akzeptieren, dass sie und ihre Partner manchmal Fehler machen werden und es nicht immer schaffen, ihre eigenen Ideale zu erfüllen. Wenn das passiert, ist Kommunikation ein wichtiger Weg, um einen entstandenen Schaden zu heilen und das Vertrauen langfristig zu erhalten.

### Nicht besitzergreifendes Verhalten
Menschen in konventionellen Beziehungen vereinbaren oft, unter keinen Umständen andere Beziehungen einzugehen, da diese ihre bestehende Beziehung bedrohen, verwässern oder ersetzen würden. Polyamoröse Menschen glauben, dass solche Beschränkungen unter Umständen schädlich für eine Beziehung sein können, da sie die Tendenz haben, Vertrauen durch besitzergreifende Verbote zu ersetzen und Beziehungen in einen Rahmen aus Besitz und Kontrolle bringen: „Du bist mein“. Dies spiegelt kulturelle Annahmen wider, dass Beschränkungen nötig seien, um Partner daran zu hindern, sich aus der Beziehung zu entfernen, und dass zusätzliche nahe Beziehungen die Bindung gefährden würden. Zum Teil liegt der Sinn dieser Beschränkungen auch darin, das als gefährlich oder nicht ertragbar empfundene Gefühl von Eifersucht zu vermeiden.
Polyamore Menschen neigen dazu, die Liebesbeziehungen ihrer Partner eher als Bereicherung des Lebens ihrer Partner zu sehen denn als Bedrohung ihres eigenen. Das geflügelte Wort „Wenn du etwas liebst, lass es frei. Kommt es zu dir zurück, hast du es nicht verloren. Kehrt es nicht zu dir zurück, so hast du es nie besessen.“ beschreibt eine ähnliche Haltung. Aus diesem Grund sehen viele Menschen, die Polyamorie praktizieren, eine besitzergreifende Einstellung zu Beziehungen als etwas, das vermieden werden sollte. Dies verlangt ein hohes Maß an Vertrauen und Selbstvertrauen. Interessanterweise kann gerade das Nicht-Vermeiden von Eifersucht den Weg zu solchem Selbstvertrauen aufzeigen.
Obwohl eine nicht-besitzergreifende Haltung ein wichtiger Bestandteil vieler polyamorer Beziehungen ist, ist sie nicht so universell wie die anderen oben diskutierten Werte. Beziehungen können beispielsweise in ihrer Priorität abgestuft sein, mit Vetorechten des Lebenspartners, oder auch in Bezug auf Ausschließlichkeit und „Besitz“ am anderen asymmetrisch sein.

### Commitment (Hingabe und Verbindlichkeit)
Der englische Begriff Commitment ist schwer vollwertig zu übersetzen, er bedeutet so viel wie „Engagement“, „Festlegung“ oder „Hingabe“ im Sinne von innengeleitete Verbindlichkeit, ein Wert, der etwa die Stelle der traditionellen Treue einnimmt. Polyamorie umfasst den Gedanken, eine bestehende Beziehung nicht zugunsten einer neu entstehenden zusätzlichen Beziehung aufzugeben oder ihr die Ressourcen, die sie zum Bestehen braucht (Zeit, Aufmerksamkeit, Hingabe), zu entziehen.
Auch wenn das nicht für alle Beziehungen gewährleistet werden kann (zum Beispiel werden erweiterte Freundschaften oft zurückstecken müssen, wenn eine Person mit ihrem Partner an einen weit entfernten Ort umzieht) und nicht alle Menschen, die Polyamorie praktizieren, auch eine hohe Verbindlichkeit anstreben, kann eine solche für eine Partnerschaft (Primary Relationship), die eine gewisse Tiefe und Vertrautheit erreichen soll, sehr wichtig sein. Die Aussage, dass eine Partnerschaft verbindlich ist, bedeutet den Willen, sie nicht zugunsten einer anderen Beziehung aufzugeben und sich loyal in Bezug auf die Partnerschaft zu verhalten. Commitment wird oft eher als Willenserklärung statt als bindende Verpflichtung gesehen, da letztlich ohnehin die freie Entscheidung der beteiligten Personen den Ausschlag geben wird. Commitment im Sinne der Polyamorie kann wohl, muss jedoch nicht bedeuten, dass eine Beziehung auf unbestimmte Zeit eingegangen wird. Beziehungen können auch auf Zeit bestehen und ihr Ende bedeutet nach Ansicht vieler Vertreter der Polyamorie nicht notwendigerweise, dass die Beziehung gescheitert ist.
Wesentlich ist, dass Commitment nie von einem der Partner stillschweigend angenommen werden darf, sondern Ergebnis eines gegenseitigen Abstimmungs- und Klärungsprozesses sein muss, bei dem alle offenen Fragen und Konflikte, welche die Beziehung gefährden könnten, geklärt werden.

### Verhältnis der Werte in den Konzepten von Polyamorie und Monogamie
Wie aus dieser Aufstellung häufiger Werte in polyamorösen Beziehungen hervorgeht, stellen diese weniger einen Gegensatz zu den Werten „monoamoröser“ Beziehungen dar, sondern eher eine veränderte Priorität von Werten, die auf den menschlichen Grundbedürfnissen von Verbundenheit und Freiheit basieren.
Wiewohl es durchaus Anhänger der Polyamorie gibt, die ihre individuellen Werte konventionelleren Wertsystemen gegenüber als überlegen ansehen, betrachten viele von ihnen Polyamorie und Eins-zu-eins Beziehungen als gleichwertige Lebensweisen, wobei die Wahl von der Einzelperson abhängt. Auch wenn nach ihrer Überzeugung manche monogamen Beziehungen auf bloßer Konformität oder besitzergreifendem Denken basieren, betrachten sie dies genauso wenig als ein notwendiges Merkmal von monogamen Beziehungen, wie sie Bindungsunfähigkeit als ein Charakteristikum der Polyamorie anerkennen würden. Demgegenüber wird aber Polyamorie gleichzeitig als radikal anderes Konzept aufgefasst.
Menschen, welche Polyamorie praktizieren, lehnen demgegenüber heimliche außereheliche Beziehungen (Fremdgehen) meist ab, da dies einen schweren Eingriff in die Freiheit des Anderen darstelle, anhand der Tatsachen über seine Beziehung zu entscheiden. Eine länger bestehende heimliche Dreiecksbeziehung in eine polyamoröse umzuwandeln, gelingt in der Praxis nur in den seltensten Fällen, da das für die notwendige Kommunikation unabdingbare Vertrauen in der Primärbeziehung meist zu schwer beschädigt wird.

## Polyamorie und Gesellschaft

### Gleichstellung polyamorer Lebensformen
Polyamore Lebensformen sind gesellschaftlich wenig anerkannt, oft wird ihre Möglichkeit in Frage gestellt. Als Mono-Normativität wird die Sichtweise bezeichnet, dass monogame, langfristige Zweierbeziehungen die einzige mögliche und erstrebenswerte Weise seien, Beziehungen zu führen. Diese ist in europäischen und angelsächsischen Kulturen tief verankert in kulturellen Symbolen, Mythen und Geschichten: Beispielsweise ist es ein typisches Handlungsmuster in griechischen Mythen wie in modernen Filmen, dass zwei Männer eifersüchtig um eine Frau konkurrieren und diese sich für einen der beiden entscheiden muss. Viele Geschichten enden mit dem Tod des Unterlegenen. Ältere Mythen zeugen davon, dass dies nicht zu allen Zeiten und in allen Kulturen so war.
Anthropologische Untersuchungen zeigen, dass zwar Paarbindungen zu den Grundkonstanten menschlichen Verhaltens zählen, in der Mehrheit der menschlichen Kulturen jedoch nichtmonogame Lebensformen, besonders Polygynie, zu einem geringen Grad auch Polyandrie, vorkamen; die Formen des Zusammenlebens waren immer eng mit ökonomischen Interessen der Wahrung und Weitergabe von familiären oder gemeinschaftlichem Besitz und den sonstigen sozialen Beziehungen verknüpft. Ausschließliche Zweierbeziehungen als verbindliche soziale Norm beruhen zu einem großen Teil auf Konzepten und Idealvorstellungen, welche durch Polyamorie fundamental in Frage gestellt werden. So kommen der Anthropologin Helen Fisher zufolge Verhaltensweisen wie Fremdgehen oder Ehebruch trotz oft harter Strafen in allen untersuchten Gesellschaften vor, in denen ausschließliche Zweierbeziehungen als Norm gelten. Trotzdem sind Äußerungen darüber, insbesondere gegenüber Beziehungspartnern, weitgehend tabuisiert. In heutigen Gesellschaften ergeben genetische Untersuchungen zur Häufigkeit von außerehelichen Schwangerschaften Zahlenwerte zwischen wenigen Prozent und 30 %.
Aufgrund der Befürchtung, diskriminiert zu werden, entscheiden sich daher sehr viele Menschen, die polyamore Beziehungen bevorzugen oder tolerieren, dies nur innerhalb eines engen Kreises von Freunden und Verwandten bekannt zu machen. Dies wiederum führt dazu, dass es schwieriger erscheint, passende Partner zu finden, als dies die Realität ist. Deswegen befürworten Aktivisten der Polyamorie-Subkultur wie Ken Haslam oder Deborah Anapol die Förderung der öffentlichen Wahrnehmung der Polyamorie als möglicher Beziehungsform. Eine Darstellung von Polyamorie als „besser“ wird dabei – abgesehen von extrem dogmatischen Gruppierungen – nicht angestrebt. Vielmehr wird oft betont, dass solche Beziehungsformen nur für wenige Menschen erstrebenswert sind, sehr viel Energie und konstruktive Auseinandersetzung verlangen und in aller Regel scheitern, wenn nicht alle Beteiligten wünschen, in einer solchen Form zu leben.
Polyamorie ist in den meisten europäischen Ländern infolge des Prinzips der sexuellen Selbstbestimmung legal, abgesehen vom Verbot der Mehrehe (Bigamie); schwere Strafen sind im Wesentlichen in islamischen Staaten zu erwarten, falls Polyandrie oder Homosexualität praktiziert werden. In Deutschland machte sich von 1900 bis 1968 (DDR) bzw. 1973 (Bundesrepublik) der Ehemann wegen schwerer Kuppelei (§ 181 Nr. 2 StGB a. F.) strafbar, wenn er die Unzucht der Ehefrau (mit Dritten) zuließ.
Menschen mit mehreren langfristigen Partnerschaften sehen oft eine Gleichstellung polyamorer Lebensformen in bestimmten Aspekten als wünschenswert an; oft genannt wird zum Beispiel, dass alle Partner das Recht haben sollten, im Falle einer lebensbedrohlichen Erkrankung Krankenhausbesuche zu machen und Verfügungen zu treffen, oder dass bei Todesfällen das Wohnrecht für hinterbliebene Lebenspartner erhalten werden soll. Menschen in polyamoren Familien würde es Sicherheit verschaffen, wenn ein gemeinsames Aufziehen von Kindern durch ein angepasstes Sorgerecht geschützt würde.
In der bisherigen politischen Diskussion befürworten polyamore Menschen bisher zwar einen Abbau von Diskriminierungen und eine Anerkennung ihrer Lebensform als gleichberechtigt, formulierten jedoch darüber hinaus nur ein geringes Interesse an einer rechtlichen Formalisierung ihrer vielfältigen Lebensformen. Solche Positionen sind vermutlich zum Teil in der bisherigen eigenen Wahrnehmung als extreme Minderheit begründet und beginnen sich in den letzten Jahren zu verändern.
Im Zuge der Diskussion um die Gleichstellung von gleichgeschlechtlichen Lebenspartnerschaften wurde zudem die monogame Zweierbeziehung als einzig erstrebenswerte Form von Beziehungen in Frage gestellt. Gegenvorschläge erschienen im Bereich der Lebensformenpolitik zum Beispiel von dem Transmann Christian Schenk (Manifest „Einen Neuen Kuchen backen“, 2000), der
Grünen Jugend in Deutschland mit Vertreterinnen wie Julia Seeliger („Ist Monogamie die Lösung?“, Stellungnahme des Bundesvorstands im Februar 2006) oder der Jugendorganisation der Schwedischen Grünen Partei (Bericht der Zeitung Nya Dagen im März 2004).
In dieser Diskussion finden zunehmend auch die Interessen polyamor lebender Menschen ausdrückliche Erwähnung. Julia Seeliger (Bündnis 90/Die Grünen) schlägt beispielsweise eine verbesserte Gleichstellung der Lebensformen und eine Ablösung der bisherigen steuerlichen Familienförderung durch einen Familienvertrag analog zum französischen Pact Civil de Solidarité (PACS) vor. Einen ähnlichen Weg geht die Piratenpartei Deutschland, die 2010 die Forderung nach einer Gleichstellung polyamorer Beziehungen in ihr Grundsatzprogramm aufnahm. Die Piratenpartei will die Gleichstellung durch die Öffnung von Lebenspartnerschaften auch für mehr als zwei Personen bei gleichzeitiger Gleichstellung von Ehe und Lebenspartnerschaft erreichen. Lebenspartnerschaften sollen dabei in Anlehnung an PACS flexibilisiert werden.
Von der SPD, von der CDU/CSU, von der AfD und von der FDP werden solche Vorschläge, wie sie einige Vertreter in der Piratenpartei und bei den Grünen angedacht haben, nicht aufgegriffen und vielmehr abgelehnt, da dies den christlichen Wertvorstellungen sowie den kulturellen Gegebenheiten und Traditionen in Deutschland widerspräche.
In den Niederlanden sammelte im April 2009 weltweit die erste Initiative, eine Gruppe um die Schriftstellerin Ageeth Veenemans, begleitend zur Kunstaktion „My Name is Spinoza“ mehrere tausend Unterschriften für eine Petition für die Legalisierung von polyamoren Ehen.
Derartige Bestrebungen werden in den USA von Konservativen wie zum Beispiel Stanley Kurtz im National Review Magazin mit den gleichen Argumenten kritisiert wie jene zur Anerkennung von Ehen für homosexuelle Paare (Lebenspartnerschaft); eine solche Gleichstellung, so meint Kurtz, wäre eine Ursache für eine weitere Verminderung der Stabilität traditioneller Ehen und würde auch den Druck auf Eltern, zu heiraten, weiter reduzieren; dies würde zu vermehrten nichtehelichen Schwangerschaften und Trennungen führen, da das Bestehen der Ehe als sozialer Institution davon abhänge, dass die gesamte Gesellschaft heterosexuelle, monogame Beziehungen und Heirat als einzige Form des Zusammenlebens fördere. Diese Argumentation spricht der staatlichen Anerkennung von Lebensformen einen viel stärkeren Einfluss zu als dem allgemeinen gesellschaftlichen Wertewandel.
In Kolumbien wurde im Juni 2017 die erste Dreierbeziehung des Landes – unter 3 Männern – notariell beglaubigt. Viele Medien berichteten darüber als erste Dreier-Ehe. Tatsächlich ist dies keine staatlich anerkannte Ehe, sondern die drei haben ein Dokument notariell registrieren lassen, in dem sie sich zu einer Dreier-Beziehung verpflichten, mit bestimmten Rechten und Pflichten. Wie viel juristischen Wert dies im Ernstfall haben wird, bleibt abzuwarten.

### Polyamorie und Religion
Eine weitere Variante von Kritik gegen die Anerkennung polyamorer Lebensformen ist religiös begründet. Die Sexualethiken von Christentum, Islam und Judentum sehen einvernehmliche und gleichberechtigte nichtmonogame Beziehungen von Männern und Frauen nicht vor, und diese werden gelegentlich dem Ehebruch gleichgesetzt oder als Unzucht bewertet, die heute noch in manchen islamisch geprägten Ländern mit dem Tod durch Steinigung bestraft werden. In Teilen des sehr konservativen katholischen Spektrums und von fundamentalistischen Strömungen wird Polyamorie als Form von Hurerei oder Perversion betrachtet. Dementsprechend stehen Menschen mit polyamorer Lebensweise diesen Religionen oft etwas distanziert gegenüber. Andere Religionen und spirituelle Praktiken wie Neopaganismus oder Wicca, Unitarismus, Tantrismus und (zu einem geringeren Grad) Daoismus und Buddhismus haben Normen, die Polyamorie eher akzeptieren, und sind, vor allem in den USA, unter deren Anhängern verhältnismäßig populärer. Von diesen Tendenzen gibt es durchaus Ausnahmen, wie das Beispiel der Jüdin Etty Hillesum zeigt.

## Bekannte in einvernehmlichen mehrfachen Beziehungen lebende Personen

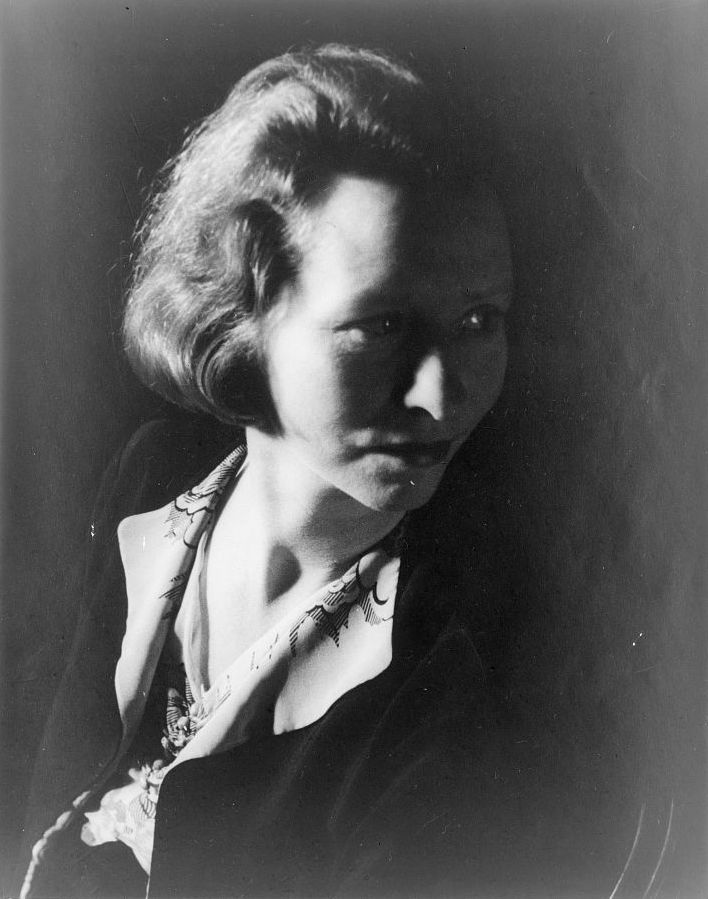
Edna St. Vincent Millay, fotografiert von Carl Van Vechten (1933)

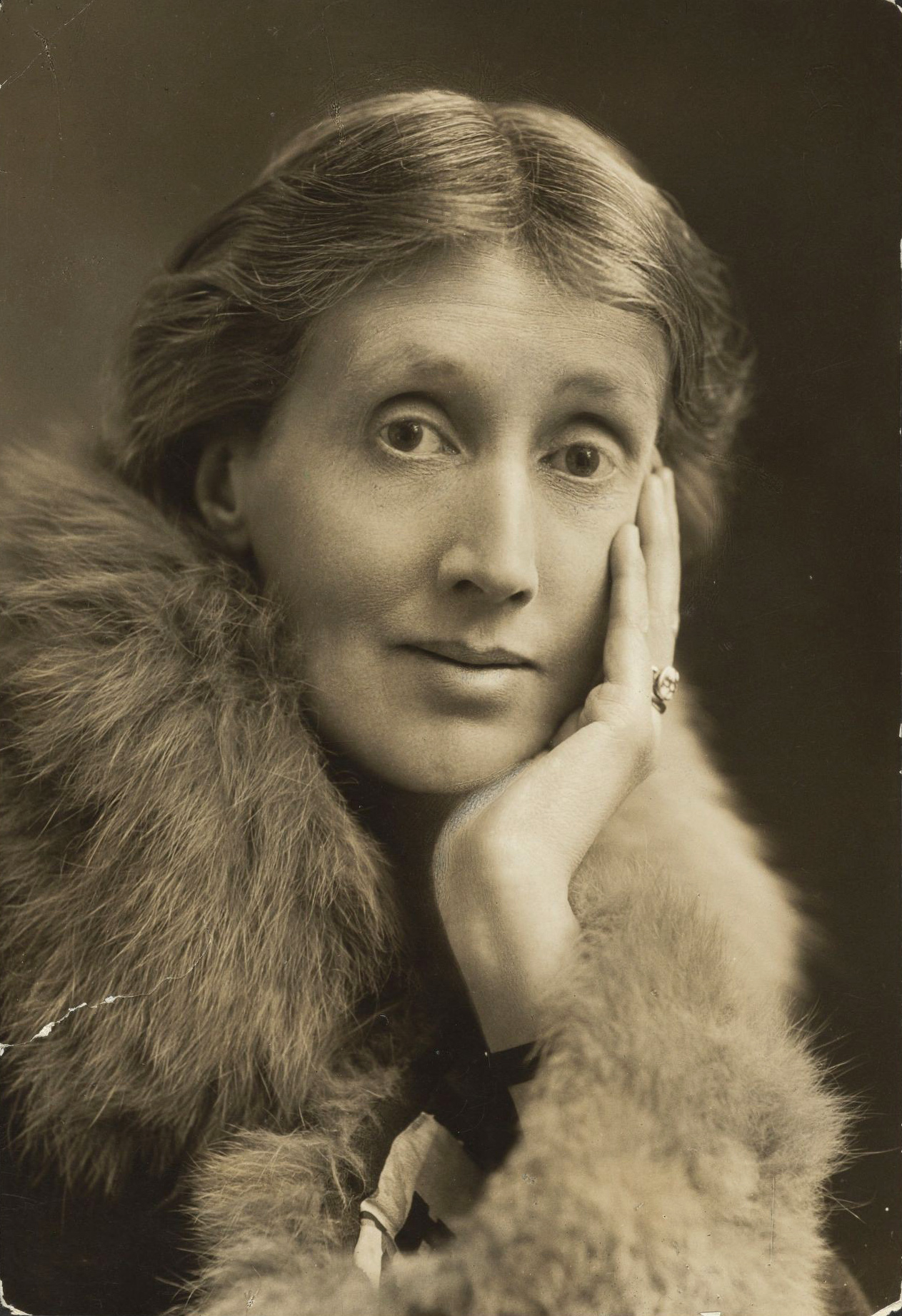
Virginia Woolf (1927)

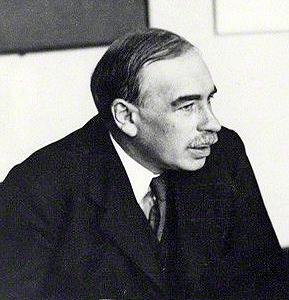
John Maynard Keynes (1933)

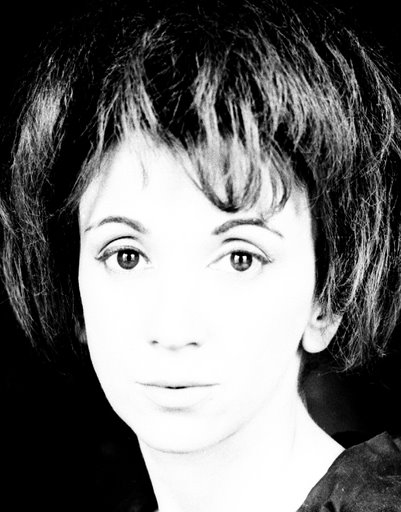
Judith Malina (um 1970)

Da die Bezeichnung Polyamorie und ihr direkter Vorläufer responsible nonmonogamy erst zwischen den 1960er Jahren und 1990 entstanden sind, lassen sie sich nicht immer eindeutig auf Personen anwenden, die früher gelebt haben. Diese Liste folgt vier Kriterien: Sie führt zum einen nur Personen auf, die einvernehmlich mit den Partnern in mehreren Beziehungen gelebt haben. Eine erzwungene Einwilligung muss also ausgeschlossen sein. Als zweites Kriterium darf es keine Indizien geben, dass die Beziehungen gegenüber einem Partner verheimlicht wurden. Drittens führt die Liste bei lebenden Personen nur solche auf, die sich selbst öffentlich zu einvernehmlichen nichtmonogamen Beziehungen bekannt haben. Viertens sollte sich das Führen dieser Beziehungen im Leben, im Werk oder im Denken derjenigen Personen niedergeschlagen haben.
Einschränkend muss gesagt werden, dass nicht alle Personen, die in ihrem späteren Leben polyamoren Idealen entsprachen, dies von ihrer Jugend an realisiert haben und dass natürlich, wie oben ausgeführt, auch in offenen Beziehungen lebende Menschen gelegentlich Fehler machen und Dinge tun, die ihren Überzeugungen widersprechen. Als Beispiel kann man hier die Poetin und Dramatikerin Edna St. Vincent Millay nennen, die sowohl mit Djuna Barnes als auch mit deren Partnerin Thelma Ellen Wood eine Beziehung hatte, die von beiden beendet wurde, als Millay die Beziehung aufdeckte. Millay führte später eine offene Ehe mit Eugene Jan Boissevain. Schließlich soll daran erinnert werden, dass auch in einvernehmlichen nichtmonogamen Beziehungen starke Eifersucht zutage treten kann.
- Simone de Beauvoir und Jean-Paul Sartre und Olga Kosakiewicz, alle Schriftsteller[131]
- Amelia Earhart, Fliegerin[24]
- Bertrand Russell, Mathematiker,[22][23] und Constance Malleson und Miles Malleson, beide Schauspieler
- Bertolt Brecht[25][26][27]
- Vita Sackville-West, Autorin und Gartengestalterin,[132] und Harold Nicolson, Diplomat, und Violet Trefusis, Schriftstellerin[133][134]
- Percy Bysshe Shelley, Dichter
- Edith Nesbit und Hubert Bland und George Bernard Shaw
- C. T. Butler, Gründer von Food Not Bombs
- William Moulton Marston und Elizabeth (Sadie) Holloway Marston und Olive Byrne
- Etty Hillesum, niederländische Tagebuchautorin und Mystikerin, 1943 in Auschwitz ermordet, und Julius Spier, Psychochirologe[135]
- Arnold Zweig, Schriftsteller, und Beatrice Zweig, Malerin
- Virginia Woolf[132] und viele andere Mitglieder der Bloomsbury Group, wie Bertrand Russell, Clive Bell, Vanessa Bell, Duncan Grant, John Maynard Keynes, Ottoline Morrell, Phillip Morrell, Adrian Stephen, David Garnett, Dora Carrington,[136][137] Lytton Strachey und Ralph Partridge
- Dossie Easton und ihre Partnerin Janet Hardy, Autorinnen von The Ethical Slut[138]
- Deborah Anapol, Autorin von Polyamory: The New Love without Limits[139]
- Franz Hessel und Henri-Pierre Roché und Helen Hessel, deren von Roché erzählte Geschichte im Film Jules und Jim von François Truffaut wiedergegeben wird
- Edna St. Vincent Millay, Lyrikerin und Dramatikerin
- Rainer Maria Rilke, Dichter, und Lou Andreas-Salomé, Schriftstellerin und Psychoanalytikerin
- Birgitte V. Philippides, Malerin[140][141]
- Ken Haslam, Anästhesist und Polyamory-Aktivist[140]
- Nan Wise und Julio Cortes[140][142]
- Robyn Trask, Herausgeber der Zeitschrift Loving More[140]
- Sasha Lessin, Gründerin der World Polyamory Association[140]
- Dieter Wedel, Regisseur, und Dominique Voland und Uschi Wolters
- Warren Buffett, Investor und Philanthrop, und Susan Thompson, Sängerin, und Astrid Menks[143]
- Erwin Schrödinger, Physiker und Mitbegründer der Quantentheorie, Annemarie Bertel, Hilde March, Arthur March
- Natalie Clifford Barney, Schriftstellerin
- Paxus Calta, Aktivist der amerikanischen antinuklearen Bewegung
- Gustav Klimt, Maler, Emilie Flöge
- Lee Miller, Fotografin, Roland Penrose, Maler, und David E. Scherman, Fotograf
- Judith Malina, Schauspielerin und Regisseurin, Julian Beck, Künstler, und Hanon Reznikov, Gründer von The Living Theatre[144]
- Paul Bocuse, französischer Starkoch, Gastronom und Kochbuchautor, Raymonde Bocuse, Raymone Carlut, Patricia Zizza
- Georg Forster, Naturforscher, Journalist und früher Revolutionär[145]
- Ernie Reinhardt, bekannt als Lilo Wanders, Schauspieler und Travestiekünstler
- Karl Barth, Sozialist und Atomwaffengegner, Theologe und Mitgründer der Bekennenden Kirche, Nelly Barth und Charlotte von Kirschbaum, protestantische Theologin
- Martin Cahill, irischer Gangsterboss, und Francis Cahill und Patricia, ihre Schwester[146]
- Voltaire, französischer Aufklärer, Émilie du Châtelet und Jean-François de Saint-Lambert[147]
- Dorothea Rodde-Schlözer, die zweite promovierte Frau in Deutschland (1787) und Erfinderin des deutschen Doppelnamens, mit dem Lübecker Bürgermeister Mattheus Rodde und dem französischen Gelehrten Charles de Villers

## Filme, Theaterstücke und Lieder (Auswahl)
Filme:
- Jules und Jim (Frankreich 1962), von François Truffaut
- Pourquoi pas ! (Frankreich 1977), von Coline Serreau (mit Sami Frey)
- Summer Lovers (USA/Griechenland 1982), von Randal Kleiser (mit Peter Gallagher, Daryl Hannah)
- Abendanzug (Frankreich 1986), von Bertrand Blier
- Henry & June (USA 1990), von Philip Kaufman
- Einsam Zweisam Dreisam (USA 1994), von Andrew Fleming
- Obsession (Deutschland/Frankreich 1997), von Peter Sehr
- Ein Lied von Liebe und Tod – Gloomy Sunday (Deutschland/Ungarn 1999), von Rolf Schübel (nach dem Roman von Nick Barkow Das Lied vom traurigen Sonntag)
- Pas de café, pas de télé, pas de sexe (Schweiz 1999), von Romed Wyder
- Banditen! (USA 2001), von Barry Levinson
- Dix sept fois Cécile Cassard (Frankreich 2002), von Christophe Honoré (mit Béatrice Dalle, Romain Duris, Jeanne Balibar)
- When Two Won’t Do (Kanada 2002), von Maureen Marovitch und David Finch
- Die Träumer – The Dreamers (Italien/Frankreich/Großbritannien 2003), von Bernardo Bertolucci
- Three of Hearts: A Postmodern Family (USA 2004), Dokumentation von Susanne Kaplan
- Head in the Clouds (Kanada/Großbritannien 2004), von John Duigan
- Malen oder Lieben (Frankreich 2005), von Arnaud Larrie und Jean-Marie Larrieu
- Meeresfrüchte (Frankreich 2005), von Olivier Ducastel und Jacques Martineau
- Vicky Cristina Barcelona (USA/Spanien 2008), von Woody Allen
- Drei (Deutschland 2010), von Tom Tykwer[148]
- Quartett D’Amour – Liebe, wen du willst (Frankreich 2010), von Antony Cordier
- Savages (USA 2012), von Oliver Stone
- More than friendship (Deutschland 2013), von Timmy Ehegötz
- Neu in unserer Familie – Zwei Eltern zuviel 1/2 (Deutschland 2016), von Daniel Nocke (Drehbuch) und Stefan Krohmer (Regie)[149]
- Neu in unserer Familie – Ein Baby für alle 2/2 (Deutschland 2016), von Daniel Nocke (Drehbuch) und Stefan Krohmer (Regie)[150]
- Professor Marston & The Wonder Women (USA 2017), von Angela Robinson

Theaterstücke:
- Johann Wolfgang von Goethe: Stella (Erstfassung 1775). Wahrscheinlich weil diese Version den sittenstrengeren Bürgern im Publikum nicht behagt hat, schrieb Goethe das Stück so um, dass zwei der Hauptpersonen, Stella und Fernando, am Schluss Selbstmord begehen.
- Dario Fo und Franca Rame: Offene Zweierbeziehung (Coppia aperta, quasi spalancata), Uraufführung Italien 1983

Lieder:
- David Crosby: Triad (1967)
- The Police: Tea in the Sahara (1983)
- King Crimson: Man With an Open Heart (1984)
- Sting: If You Love Somebody Set Them Free (1985)
- Type O Negative: My Girlfriend’s Girlfriend (1996)
- Die Fantastischen Vier: Love Sucks (1998)
- Marque: One to Make Her Happy (2000)
- David Rovics: Polyamory Song (2001)
- Breaking Benjamin: Polyamorous (2002)
- Bonaparte: Polyamory (2017)

## Weitere Veröffentlichungen
Presseartikel
- Iris Dankemeyer: Fuck Polyamory. In: Konkret. Heft 8, 2010, abgerufen am 11. September 2013 (Kritik an Polyamorie). Dazu: Oliver Schott: Replik von Oliver Schott – Autor von Lob der offenen Beziehung [151]
- Violetta Simon: Er hat eine andere – wie schön! In: Süddeutsche.de. 17. Mai 2010, abgerufen am 11. September 2013 (Gespräch mit Paartherapeut Markus Bärlocher über Eifersucht).
- Julia Seeliger: Debatte Junge Utopien: Meine WG ist meine Familie. In: taz.de. 22. April 2010, abgerufen am 10. April 2019 (Forderung: Der Staat muss seine Gesetze an diese Vielfalt der Lebensstile anpassen und Mehrelternschaften ermöglichen).
- Tobias Kurfer: Polyamorie: Liebe und Sex ohne Grenzen. In: Focus Online. 8. Oktober 2009, abgerufen am 11. September 2013.
- Colette Bernhard: Meet the polyamorists – a growing band of people who believe that more lovers equals more love. In: The Independent. London, 13. September 2009, abgerufen am 11. September 2013.
- Philip Wolff: Mythos Monogamie. In: Süddeutsche Zeitung Wissen. Juni 2009, S. 16–28.
- Alex Williams: Hopelessly Devoted to You, You and You. In: The New York Times. 3. Oktober 2008, abgerufen am 11. September 2013.
- Serge Debrebant: Liebe, Sex, und Ehrlichkeit. In: Frankfurter Rundschau. 30. Januar 2008, S. 36–37.
- Philipp Mattheis: Du und ich und ich und er. (Memento vom 10. März 2009 im Internet Archive) In: taz.de. 2. November 2007 (in archive.org; sie lieben nicht einen Partner, sondern führen mehrere Beziehungen gleichzeitig, mit Wissen und Einverständnis aller Beteiligten; macht Polyamory glücklich?).
- Hannes Stein: Schöner leben mit mehreren Partnern. In: Die Welt. 26. Oktober 2007, abgerufen am 11. September 2013 (in den USA geht es bei der neuen „Polyamory“ nicht nur um puren Sex, sondern um mehr Liebe).
- Katja Gelinsky: Polygamie: Ehe hoch zwei. In: Frankfurter Allgemeine Zeitung. 7. Oktober 2007, abgerufen am 11. September 2013 (in Amerika kämpfen Interessengruppen für eine „polyamore“ Lebensweise mit mehreren Partnern).
- Annedore Beelte: Ich heirate die Familie. In: taz.de. 7. Juli 2007, abgerufen am 11. September 2013 (zum Filmfestival „Facetten polyamoren L(i)ebens“).
- Dirk Engelhardt: Ich liebe dich und sie, und du liebst mich und ihn. (Memento vom 16. Januar 2009 im Internet Archive) In: Tages-Anzeiger. Zürich, 23. Januar 2007 (in archive.org).
- Wolf Dieter Roth: Die Rückkehr zur Großfamilie? In: Telepolis. 7. Juli 2006, abgerufen am 11. September 2013 („Polyamouröse Familien“: Eine Alternative zu „Swingen“, „Fremdgehen“ oder „LAGs“?).
- Henryk M. Broder: Partnerschaft: Das Modell der Zukunft. In: Der Spiegel. Nr. 40, 1997, S. 146–148 (online).

TV-Berichte
- Jana Matthes, Andrea Schramm: Ich liebe nicht nur einen. (29 Minuten) Schramm-Matthes-Film für ZDF 37 Grad, 2011.
- Polyamorie – es gibt auf Erden nicht nur den Einen…. Arte 2010 (44 Minuten; über eine „Mehrpaarfamilie“ in Barcelona).
- Leeroys Momente: Polyamorie: Frau mit zwei Männern. SWR 2020 (28 Minuten; Kurze Doku mit Interviews einer polyamoren Beziehung). (in der SWR-Mediathek verfügbar bis 25. Mai 2021)

Radiosendungen
- Polyamorie: Liebe zu mehreren PartnerInnen gleichzeitig und Die Idee und der eigene Weg bei Art Dangereux, gesendet im Hamburger Bürgerkanal Tide 96,0 (19 Minuten).
- Untreue ohne Reue – Funktioniert Polyamorie wirklich? bei Forum vom Sonntag, SWR2, gesendet am 10. Juni 2012, 20:15 Uhr
- Ich liebe dich – und dich – und dich. Von der Polyamorie bei Freistil, Deutschlandfunk, gesendet am 30. Dezember 2012, 20:05 Uhr

Theaterstücke
- Jean-Paul Sartre: Geschlossene Gesellschaft (Besprechung: Jean-Paul Sartre’s play „No Exit“ as a poly fable. In: Poly in the News. 24. November 2008).

Gedichte
- Rainer Maria Rilke: Frühe Gedichte. Ohne Verlag, ohne Ort und Jahr (Engellieder).

Erzählungen
- Charles Fourier: Die neue Liebeswelt. Ohne Verlag, ohne Ort 1820.
- Robert A. Heinlein: Fremder in einer fremden Welt, Die Leben des Lazarus Long, Revolte auf Luna, Die Zahl des Tiers, Die Katze die durch Wände geht, Segeln im Sonnenwind, Freitag. Ohne Verlag, ohne Ort und Jahr.
- Robert H. Rimmer: The Harrad Experiment. Ohne Verlag, ohne Ort und Jahr.
- Andrea De Carlo: Wir Drei. Diogenes, Zürich 1999, ISBN 3-257-23276-4.
- Marge Piercy: Summer People. Ohne Verlag, ohne Ort und Jahr.
- Marge Piercy: Frau am Abgrund der Zeit. Ohne Verlag, ohne Ort und Jahr (Originaltitel: Woman on the Edge of Time).
- Isaac Asimov: The Gods Themselves. Ohne Verlag, ohne Ort und Jahr.
- Milan Kundera: Das Buch vom Lachen und Vergessen. Kniha smíchu a zapomnění, ohne Ort 1978.
- Mercedes Lackey, Ellen Guon: Bedlam’s Bard. Ohne Verlag, ohne Ort und Jahr (Originaltitel: Knight of Ghosts and Shadows und Summoned to Tourney).
- Marion Zimmer Bradley: Der verbotene Turm. Ohne Verlag, ohne Ort und Jahr (Originaltitel: The Forbidden Tower).
- Starhawk: The Fifth Sacred Thing. Ohne Verlag, ohne Ort und Jahr.
- Amy Bloom: Liebe ist ein seltsames Kind. In: Liebe ist ein seltsames Kind. btb Taschenbuch, ohne Ort 1997, ISBN 3-442-72177-6 (Originaltitel: Love is not a Pie. In Room of One’s Own. 1990).
- Candas Jane Dorsey: Black Wine. Ohne Verlag, ohne Ort und Jahr.
- C. J. Cherryh: Chanur’s Legacy. Ohne Verlag, ohne Ort und Jahr.
- Karen Wehrstein: Lion’s Heart. Ohne Verlag, ohne Ort und Jahr.
- Ursula K. Le Guin: Planet der Habenichtse (= Die Enteigneten). Neuauflage. Phantasia, Bellheim 2006, ISBN 3-937897-20-8 (Original 1974: The Dispossessed: An Ambiguous Utopia).
- Simone de Beauvoir: Sie kam und blieb. Ohne Verlag, ohne Ort und Jahr.
- Mario Soldati: Briefe aus Capri. Ohne Verlag, ohne Ort und Jahr.
- Laura Gallego García: Geheime Welt Idhun. Ohne Verlag, ohne Ort und Jahr.

Kinderbücher
- Inga Moore: Schwarzer Kater Nimmersatt. Coppenrath, ohne Ort 1991, ISBN 3-88547-775-0 (Originaltitel: Six-Dinner Sid).
- Gabrielle Charbonnet, Pija Lindenbaum: Else-Marie und die kleinen Papas. Verlag St. Gabriel, ohne Ort und Jahr, ISBN 3-85264-380-5 (Originaltitel: Else-Marie and Her Seven Little Daddies).